# Amici di Maria De Filippi (ventiduesima edizione, fase serale)
La ventiduesima edizione del talent show musicale Amici di Maria De Filippi è andata in onda nella sua fase serale dal 18 marzo al 14 maggio 2023 in prima serata su Canale 5 per nove puntate con la conduzione di Maria De Filippi. Anche in questa edizione, tutte le puntate sono andate in onda di sabato, ad eccezione della finale, andata in onda di domenica. Stéphane Jarny ricopre, per la terza volta consecutiva, il ruolo di direttore artistico.
Il programma è andato in onda con il pubblico in platea dallo studio 8 del Centro Titanus Elios di Roma. I ballerini preparano coreografie singole, in coppia o in gruppo con uno o più componenti della propria squadra; rimane comunque possibile realizzare coreografie con i ballerini professionisti, pur non avendo contatto diretto con loro.
Ugualmente alle due scorse edizioni, sono presenti tre squadre capitanate a coppie dai professori (un docente di canto e un docente di ballo per ogni squadra). 
| Vincitori                | Vincitori             |
| ------------------------ | --------------------- |
| Amici 22                 | Mattia Zenzola        |
| Canto                    | Angelina Mango        |
| Premio TIM della Critica | Angelina Mango        |
| Premio delle Radio       | Angelina Mango        |
| Premio TIM               | Isobel Fetiye Kinnear |
| Premio Oreo              | Wax                   |
| Premio Marlù             | [ N 2 ]               |

## Regolamento
La puntata è suddivisa in tre partite, al meglio dei 3 punti. Al termine della prima partita i professori, i ragazzi, o entrambe le parti costituenti la squadra vincente faranno due/tre nomi tra i concorrenti della squadra perdente che andranno a sfidarsi in un ballottaggio con eliminazione diretta fino alla seconda puntata, provvisoria dalla terza puntata. Al termine della seconda partita i tre concorrenti, nominati, a rischio eliminazione, si sfideranno tra loro per decretare l’eliminato provvisorio. La stessa cosa avverrà anche per la terza partita. 
Al termine della puntata, gli eliminati provvisori si sfideranno in un ultimo ballottaggio per decretare l’eliminazione definitiva di un concorrente. A giudicare le sfide e i ballottaggi sarà esclusivamente la giuria. 
A decidere chi inizia la prima manche, nelle diverse puntate, è la giuria tramite sorteggio. Inoltre la squadra che conduce la partita ha la possibilità di scegliere la squadra da affrontare e nelle varie sfide chi e quali prove schierare (guanti di sfida compresi), anche della squadra opposta, a cui spetta in maniera esclusiva indicare il contenuto della prova.

## Concorrenti
Sono stati ammessi al serale 15 concorrenti, così suddivisi in tre squadre:
     Vincitore
     Prima classificata della categoria perdente
     Finalista
     Eliminato/a
| Squadra Zerbi-Celentano             | Squadra Zerbi-Celentano             | Squadra Zerbi-Celentano             |            | Squadra Cuccarini-Emanuel Lo     | Squadra Cuccarini-Emanuel Lo     | Squadra Cuccarini-Emanuel Lo     |                     | Squadra Arisa-Todaro      | Squadra Arisa-Todaro      | Squadra Arisa-Todaro      |
| Professori                          | Professori                          | Professori                          | Professori | Professori                       | Professori                       | Professori                       | Professori          | Professori                | Professori                | Professori                |
| ----------------------------------- | ----------------------------------- | ----------------------------------- | ---------- | -------------------------------- | -------------------------------- | -------------------------------- | ------------------- | ------------------------- | ------------------------- | ------------------------- |
| - Rudy Zerbi - Alessandra Celentano | - Rudy Zerbi - Alessandra Celentano | - Rudy Zerbi - Alessandra Celentano |            | - Lorella Cuccarini - Emanuel Lo | - Lorella Cuccarini - Emanuel Lo | - Lorella Cuccarini - Emanuel Lo |                     | - Arisa - Raimondo Todaro | - Arisa - Raimondo Todaro | - Arisa - Raimondo Todaro |
| Concorrenti                         |                                     |                                     |            |                                  |                                  |                                  |                     |                           |                           |                           |
| Posizione                           | Nome                                | Disciplina                          |            | Posizione                        | Nome                             | Disciplina                       |                     | Posizione                 | Nome                      | Disciplina                |
| 4                                   | Isobel Fetiye Kinnear               | ballo                               | 2          | Angelina Mango                   | cantautorato                     | 1                                | Mattia Zenzola      | latino                    |                           |                           |
| 5                                   | Aaron (Edoardo Boari)               | cantautorato                        | 6          | Maddalena Svevi                  | ballo                            | 3                                | Wax (Matteo Lucido) | cantautorato              |                           |                           |
| 8                                   | Ramon Agnelli                       | classico                            | 7          | Cricca (Giovanni Cricca)         | cantautorato                     | 9                                | Federica Andreani   | canto                     |                           |                           |
| 12                                  | Gianmarco Petrelli                  | hip-hop                             | 11         | Samu (Samuele Segreto)           | hip-hop                          | 10                               | Alessio Cavaliere   | hip-hop                   |                           |                           |
| 13                                  | Piccolo G (Giovanni Rinaldi)        | cantautorato                        | 14         | NDG (Nicolò di Girolamo)         | cantautorato                     |                                  |                     |                           |                           |                           |
|                                     |                                     |                                     | 15         | Megan Ria                        | ballo                            |                                  |                     |                           |                           |                           |

## Tabellone delle eliminazioni
Legenda:
  ZC   Vittoria squadra Zerbi-Celentano

  CE   Vittoria squadra Cuccarini-Emanuel Lo

  AT   Vittoria squadra Arisa-Todaro

Candidato/a all'eliminazione:

 dai professori della squadra vincente

 forzatamente

     Primo/a salvato/a dalla giuria
     Salvato/a dall'eliminazione
     Non salvato/a. Va in ballottaggio
     Eliminato/a
     Vince la manche ed è salvo/a
     Non scelto/a per la sfida a squadre quindi non partecipa alla manche
     Non partecipa alla manche perché in ballottaggio
     Vince il ballottaggio ed è salvo/a
N.D. Non sottoposto/a a ballottaggio o non partecipa alla sfida

( – ) Non nominato/a
     Finalista / Accede alla finale

     Candidato/a ad accedere alla finale

     Non accede ancora alla finale

     Prima classificata della categoria perdente

     Vincitore

|           |           |           | 1ª PUNTATA | 1ª PUNTATA | 1ª PUNTATA             | 1ª PUNTATA             | 1ª PUNTATA             | 1ª PUNTATA             | 1ª PUNTATA             | 2ª PUNTATA             | 2ª PUNTATA             | 2ª PUNTATA             | 2ª PUNTATA             | 2ª PUNTATA             | 2ª PUNTATA             | 2ª PUNTATA             | 3ª PUNTATA             | 3ª PUNTATA             | 3ª PUNTATA             | 3ª PUNTATA             | 3ª PUNTATA             | 3ª PUNTATA             | 3ª PUNTATA             | 4ª PUNTATA             | 4ª PUNTATA             | 4ª PUNTATA             | 4ª PUNTATA             | 4ª PUNTATA             | 4ª PUNTATA             | 4ª PUNTATA             | 5ª PUNTATA             | 5ª PUNTATA             | 5ª PUNTATA             | 5ª PUNTATA             | 5ª PUNTATA             | 5ª PUNTATA             | 5ª PUNTATA             | 6ª PUNTATA             | 6ª PUNTATA             | 6ª PUNTATA             | 6ª PUNTATA             | 6ª PUNTATA             | 6ª PUNTATA             | 6ª PUNTATA             | 7ª PUNTATA             | 7ª PUNTATA             | 7ª PUNTATA             | 7ª PUNTATA             | 7ª PUNTATA             | 7ª PUNTATA             | 7ª PUNTATA             | SEMIFINALE             | SEMIFINALE             | SEMIFINALE             | SEMIFINALE             | SEMIFINALE             | SEMIFINALE             | SEMIFINALE             | SEMIFINALE             | FINALE                 | FINALE                 | FINALE                 | FINALE                 | Disciplina   |
| 18/03     | 18/03     | 18/03     | 18/03      | 18/03      | 18/03                  | 18/03                  | 25/03                  | 25/03                  | 25/03                  | 25/03                  | 25/03                  | 25/03                  | 25/03                  | 01/04                  | 01/04                  | 01/04                  | 01/04                  | 01/04                  | 01/04                  | 01/04                  | 08/04                  | 08/04                  | 08/04                  | 08/04                  | 08/04                  | 08/04                  | 08/04                  | 15/04                  | 15/04                  | 15/04                  | 15/04                  | 15/04                  | 15/04                  | 15/04                  | 22/04                  | 22/04                  | 22/04                  | 22/04                  | 22/04                  | 22/04                  | 22/04                  | 29/04                  | 29/04                  | 29/04                  | 29/04                  | 29/04                  | 29/04                  | 29/04                  | 06/05                  | 06/05                  | 06/05                  | 06/05                  | 06/05                  | 06/05                  | 06/05                  | 06/05                  | 14/05                  | 14/05                  | 14/05                  | 14/05                  |                        |                        |                        | Disciplina   |
| Vittoria  | Vittoria  | Vittoria  | ZC         | ZC         | ZC                     | ZC                     | ZC                     | ZC                     |                        | CE                     | CE                     | ZC                     | ZC                     | AT                     | AT                     |                        | ZC                     | ZC                     | ZC                     | ZC                     | CE                     | CE                     |                        | CE                     | CE                     | ZC                     | ZC                     | ZC                     | ZC                     |                        | ZC                     | ZC                     | CE                     | CE                     | CE                     | CE                     |                        | AT                     | AT                     | CE                     | CE                     | ZC                     | ZC                     |                        | ZC                     | ZC                     | AT                     | AT                     | AT                     | AT                     |                        | ZC                     | ZC                     | AT                     | AT                     | CE                     | CE                     |                        |                        | Finale Danza           | Finale Canto           | Finalissima            | Finalissima            | Disciplina   |
| Punteggio | Punteggio | Punteggio | 2          | 1          | 2                      | 1                      | 2                      | 1                      | 2                      | 1                      | 2                      | 1                      | 2                      | 1                      | 2                      | 1                      | 2                      | 1                      | 2                      | 0                      | 2                      | 1                      | 2                      | 1                      | 2                      | 1                      | 2                      | 1                      | 2                      | 0                      | 2                      | 1                      | 2                      | 1                      | 2                      | 1                      | 2                      | 1                      | 2                      | 1                      | 2                      | 1                      | 2                      | 1                      |                        |                        |                        |                        |                        |                        |                        | ZC                     | ZC                     | AT                     | AT                     | CE                     | CE                     |                        |                        | Finale Danza           | Finale Canto           | Finalissima            | Finalissima            | Disciplina   |
| 1         |           | Mattia    |            |            |                        |                        |                        |                        | N.D.                   |                        |                        |                        |                        |                        |                        | N.D.                   | –                      | –                      |                        |                        |                        |                        | N.D.                   |                        |                        |                        |                        |                        |                        |                        |                        |                        |                        |                        | –                      | –                      | N.D.                   |                        |                        |                        |                        |                        |                        |                        |                        |                        |                        |                        |                        |                        | N.D.                   |                        |                        |                        |                        |                        |                        |                        |                        |                        |                        | 1º                     | VINCITORE              | latino       |
| 2         |           | Angelina  | –          | –          |                        |                        |                        |                        | N.D.                   |                        |                        |                        |                        |                        |                        | N.D.                   |                        |                        |                        |                        |                        |                        | N.D.                   |                        |                        |                        |                        |                        |                        |                        |                        |                        |                        |                        |                        |                        | N.D.                   |                        |                        |                        |                        |                        |                        | N.D.                   | –                      | –                      |                        |                        |                        |                        | N.D.                   |                        |                        |                        |                        |                        |                        |                        |                        | N.D.                   |                        | 2º                     | SECONDA                | cantautorato |
| 3         |           | Wax       |            |            |                        |                        |                        |                        | N.D.                   |                        |                        |                        |                        |                        |                        | N.D.                   |                        |                        |                        |                        |                        |                        |                        |                        |                        |                        |                        |                        |                        | N.D.                   |                        |                        |                        |                        |                        |                        | N.D.                   |                        |                        |                        |                        |                        |                        | N.D.                   |                        |                        |                        |                        |                        |                        | N.D.                   |                        |                        |                        |                        |                        |                        |                        |                        | N.D.                   |                        | TERZO                  | TERZO                  | cantautorato |
| 4         |           | Isobel    |            |            |                        |                        |                        |                        | N.D.                   |                        |                        |                        |                        | –                      | –                      | N.D.                   |                        |                        |                        |                        |                        |                        | N.D.                   |                        |                        |                        |                        |                        |                        | N.D.                   |                        |                        | –                      | –                      |                        |                        | N.D.                   | –                      | –                      |                        |                        |                        |                        | N.D.                   |                        |                        |                        |                        |                        |                        | N.D.                   |                        |                        |                        |                        |                        |                        |                        |                        |                        | QUARTA                 | QUARTA                 | QUARTA                 | ballo        |
| 5         |           | Aaron     |            |            |                        |                        |                        |                        | N.D.                   |                        |                        |                        |                        |                        |                        | N.D.                   |                        |                        |                        |                        |                        |                        | N.D.                   |                        |                        |                        |                        |                        |                        | N.D.                   |                        |                        |                        |                        |                        |                        | N.D.                   |                        |                        |                        |                        |                        |                        | N.D.                   |                        |                        |                        |                        |                        |                        |                        |                        |                        |                        |                        |                        |                        |                        |                        | ELIMINATO (Semifinale) | ELIMINATO (Semifinale) | ELIMINATO (Semifinale) | ELIMINATO (Semifinale) | cantautorato |
| 6         |           | Maddalena |            |            |                        |                        |                        |                        | N.D.                   |                        |                        | –                      | –                      |                        |                        | N.D.                   |                        |                        |                        |                        |                        |                        | N.D.                   |                        |                        |                        |                        |                        |                        | N.D.                   | –                      | –                      |                        |                        |                        |                        | N.D.                   |                        |                        |                        |                        | –                      | –                      | N.D.                   |                        |                        |                        |                        |                        |                        |                        |                        |                        |                        |                        |                        |                        |                        | ELIMINATA (Semifinale) | ELIMINATA (Semifinale) | ELIMINATA (Semifinale) | ELIMINATA (Semifinale) | ELIMINATA (Semifinale) | ballo        |
| 7         |           | Cricca    |            |            |                        |                        | –                      | –                      | N.D.                   |                        |                        |                        |                        |                        |                        |                        |                        |                        | –                      | –                      |                        |                        | N.D.                   |                        |                        | –                      | –                      |                        |                        | N.D.                   |                        |                        |                        |                        |                        |                        |                        |                        |                        |                        |                        |                        |                        |                        |                        |                        |                        |                        |                        |                        |                        | ELIMINATO (7ª puntata) | ELIMINATO (7ª puntata) | ELIMINATO (7ª puntata) | ELIMINATO (7ª puntata) | ELIMINATO (7ª puntata) | ELIMINATO (7ª puntata) | ELIMINATO (7ª puntata) | ELIMINATO (7ª puntata) | ELIMINATO (7ª puntata) | ELIMINATO (7ª puntata) | ELIMINATO (7ª puntata) | ELIMINATO (7ª puntata) | cantautorato |
| 8         |           | Ramon     |            |            |                        |                        |                        |                        | N.D.                   | –                      | –                      |                        |                        |                        |                        | N.D.                   |                        |                        |                        |                        |                        |                        |                        |                        |                        |                        |                        |                        |                        | N.D.                   |                        |                        |                        |                        |                        |                        |                        |                        |                        |                        |                        |                        |                        |                        | ELIMINATO (6ª puntata) | ELIMINATO (6ª puntata) | ELIMINATO (6ª puntata) | ELIMINATO (6ª puntata) | ELIMINATO (6ª puntata) | ELIMINATO (6ª puntata) | ELIMINATO (6ª puntata) | ELIMINATO (6ª puntata) | ELIMINATO (6ª puntata) | ELIMINATO (6ª puntata) | ELIMINATO (6ª puntata) | ELIMINATO (6ª puntata) | ELIMINATO (6ª puntata) | ELIMINATO (6ª puntata) | ELIMINATO (6ª puntata) | ELIMINATO (6ª puntata) | ELIMINATO (6ª puntata) | ELIMINATO (6ª puntata) | ELIMINATO (6ª puntata) | classico     |
| 9         |           | Federica  |            |            |                        |                        |                        |                        |                        |                        |                        |                        |                        |                        |                        | N.D.                   |                        |                        |                        |                        |                        |                        | N.D.                   | –                      | –                      |                        |                        | –                      | –                      | N.D.                   |                        |                        |                        |                        |                        |                        |                        | ELIMINATA (5ª puntata) | ELIMINATA (5ª puntata) | ELIMINATA (5ª puntata) | ELIMINATA (5ª puntata) | ELIMINATA (5ª puntata) | ELIMINATA (5ª puntata) | ELIMINATA (5ª puntata) | ELIMINATA (5ª puntata) | ELIMINATA (5ª puntata) | ELIMINATA (5ª puntata) | ELIMINATA (5ª puntata) | ELIMINATA (5ª puntata) | ELIMINATA (5ª puntata) | ELIMINATA (5ª puntata) | ELIMINATA (5ª puntata) | ELIMINATA (5ª puntata) | ELIMINATA (5ª puntata) | ELIMINATA (5ª puntata) | ELIMINATA (5ª puntata) | ELIMINATA (5ª puntata) | ELIMINATA (5ª puntata) | ELIMINATA (5ª puntata) | ELIMINATA (5ª puntata) | ELIMINATA (5ª puntata) | ELIMINATA (5ª puntata) | ELIMINATA (5ª puntata) | canto        |
| 10        |           | Alessio   |            |            | –                      | –                      |                        |                        | N.D.                   |                        |                        |                        |                        |                        |                        | N.D.                   |                        |                        |                        |                        |                        |                        | N.D.                   |                        |                        |                        |                        |                        |                        |                        | ELIMINATO (4ª puntata) | ELIMINATO (4ª puntata) | ELIMINATO (4ª puntata) | ELIMINATO (4ª puntata) | ELIMINATO (4ª puntata) | ELIMINATO (4ª puntata) | ELIMINATO (4ª puntata) | ELIMINATO (4ª puntata) | ELIMINATO (4ª puntata) | ELIMINATO (4ª puntata) | ELIMINATO (4ª puntata) | ELIMINATO (4ª puntata) | ELIMINATO (4ª puntata) | ELIMINATO (4ª puntata) | ELIMINATO (4ª puntata) | ELIMINATO (4ª puntata) | ELIMINATO (4ª puntata) | ELIMINATO (4ª puntata) | ELIMINATO (4ª puntata) | ELIMINATO (4ª puntata) | ELIMINATO (4ª puntata) | ELIMINATO (4ª puntata) | ELIMINATO (4ª puntata) | ELIMINATO (4ª puntata) | ELIMINATO (4ª puntata) | ELIMINATO (4ª puntata) | ELIMINATO (4ª puntata) | ELIMINATO (4ª puntata) | ELIMINATO (4ª puntata) | ELIMINATO (4ª puntata) | ELIMINATO (4ª puntata) | ELIMINATO (4ª puntata) | ELIMINATO (4ª puntata) | hip-hop      |
| 11        |           | Samu      | –          | –          |                        |                        | –                      | –                      | N.D.                   |                        |                        |                        |                        |                        |                        | N.D.                   |                        |                        |                        |                        |                        |                        |                        | ELIMINATO (3ª puntata) | ELIMINATO (3ª puntata) | ELIMINATO (3ª puntata) | ELIMINATO (3ª puntata) | ELIMINATO (3ª puntata) | ELIMINATO (3ª puntata) | ELIMINATO (3ª puntata) | ELIMINATO (3ª puntata) | ELIMINATO (3ª puntata) | ELIMINATO (3ª puntata) | ELIMINATO (3ª puntata) | ELIMINATO (3ª puntata) | ELIMINATO (3ª puntata) | ELIMINATO (3ª puntata) | ELIMINATO (3ª puntata) | ELIMINATO (3ª puntata) | ELIMINATO (3ª puntata) | ELIMINATO (3ª puntata) | ELIMINATO (3ª puntata) | ELIMINATO (3ª puntata) | ELIMINATO (3ª puntata) | ELIMINATO (3ª puntata) | ELIMINATO (3ª puntata) | ELIMINATO (3ª puntata) | ELIMINATO (3ª puntata) | ELIMINATO (3ª puntata) | ELIMINATO (3ª puntata) | ELIMINATO (3ª puntata) | ELIMINATO (3ª puntata) | ELIMINATO (3ª puntata) | ELIMINATO (3ª puntata) | ELIMINATO (3ª puntata) | ELIMINATO (3ª puntata) | ELIMINATO (3ª puntata) | ELIMINATO (3ª puntata) | ELIMINATO (3ª puntata) | ELIMINATO (3ª puntata) | ELIMINATO (3ª puntata) | ELIMINATO (3ª puntata) | ELIMINATO (3ª puntata) | hip-hop      |
| 12        |           | Gianmarco |            |            |                        |                        |                        |                        | N.D.                   | –                      | –                      |                        |                        |                        |                        |                        | ELIMINATO (2ª puntata) | ELIMINATO (2ª puntata) | ELIMINATO (2ª puntata) | ELIMINATO (2ª puntata) | ELIMINATO (2ª puntata) | ELIMINATO (2ª puntata) | ELIMINATO (2ª puntata) | ELIMINATO (2ª puntata) | ELIMINATO (2ª puntata) | ELIMINATO (2ª puntata) | ELIMINATO (2ª puntata) | ELIMINATO (2ª puntata) | ELIMINATO (2ª puntata) | ELIMINATO (2ª puntata) | ELIMINATO (2ª puntata) | ELIMINATO (2ª puntata) | ELIMINATO (2ª puntata) | ELIMINATO (2ª puntata) | ELIMINATO (2ª puntata) | ELIMINATO (2ª puntata) | ELIMINATO (2ª puntata) | ELIMINATO (2ª puntata) | ELIMINATO (2ª puntata) | ELIMINATO (2ª puntata) | ELIMINATO (2ª puntata) | ELIMINATO (2ª puntata) | ELIMINATO (2ª puntata) | ELIMINATO (2ª puntata) | ELIMINATO (2ª puntata) | ELIMINATO (2ª puntata) | ELIMINATO (2ª puntata) | ELIMINATO (2ª puntata) | ELIMINATO (2ª puntata) | ELIMINATO (2ª puntata) | ELIMINATO (2ª puntata) | ELIMINATO (2ª puntata) | ELIMINATO (2ª puntata) | ELIMINATO (2ª puntata) | ELIMINATO (2ª puntata) | ELIMINATO (2ª puntata) | ELIMINATO (2ª puntata) | ELIMINATO (2ª puntata) | ELIMINATO (2ª puntata) | ELIMINATO (2ª puntata) | ELIMINATO (2ª puntata) | ELIMINATO (2ª puntata) | ELIMINATO (2ª puntata) | hip-hop      |
| 13        |           | Piccolo G |            |            |                        |                        |                        |                        | N.D.                   |                        |                        | ELIMINATO (2ª puntata) | ELIMINATO (2ª puntata) | ELIMINATO (2ª puntata) | ELIMINATO (2ª puntata) | ELIMINATO (2ª puntata) | ELIMINATO (2ª puntata) | ELIMINATO (2ª puntata) | ELIMINATO (2ª puntata) | ELIMINATO (2ª puntata) | ELIMINATO (2ª puntata) | ELIMINATO (2ª puntata) | ELIMINATO (2ª puntata) | ELIMINATO (2ª puntata) | ELIMINATO (2ª puntata) | ELIMINATO (2ª puntata) | ELIMINATO (2ª puntata) | ELIMINATO (2ª puntata) | ELIMINATO (2ª puntata) | ELIMINATO (2ª puntata) | ELIMINATO (2ª puntata) | ELIMINATO (2ª puntata) | ELIMINATO (2ª puntata) | ELIMINATO (2ª puntata) | ELIMINATO (2ª puntata) | ELIMINATO (2ª puntata) | ELIMINATO (2ª puntata) | ELIMINATO (2ª puntata) | ELIMINATO (2ª puntata) | ELIMINATO (2ª puntata) | ELIMINATO (2ª puntata) | ELIMINATO (2ª puntata) | ELIMINATO (2ª puntata) | ELIMINATO (2ª puntata) | ELIMINATO (2ª puntata) | ELIMINATO (2ª puntata) | ELIMINATO (2ª puntata) | ELIMINATO (2ª puntata) | ELIMINATO (2ª puntata) | ELIMINATO (2ª puntata) | ELIMINATO (2ª puntata) | ELIMINATO (2ª puntata) | ELIMINATO (2ª puntata) | ELIMINATO (2ª puntata) | ELIMINATO (2ª puntata) | ELIMINATO (2ª puntata) | ELIMINATO (2ª puntata) | ELIMINATO (2ª puntata) | ELIMINATO (2ª puntata) | ELIMINATO (2ª puntata) | ELIMINATO (2ª puntata) | ELIMINATO (2ª puntata) | ELIMINATO (2ª puntata) | cantautorato |
| 14        |           | NDG       | –          | –          |                        |                        |                        |                        |                        | ELIMINATO (1ª puntata) | ELIMINATO (1ª puntata) | ELIMINATO (1ª puntata) | ELIMINATO (1ª puntata) | ELIMINATO (1ª puntata) | ELIMINATO (1ª puntata) | ELIMINATO (1ª puntata) | ELIMINATO (1ª puntata) | ELIMINATO (1ª puntata) | ELIMINATO (1ª puntata) | ELIMINATO (1ª puntata) | ELIMINATO (1ª puntata) | ELIMINATO (1ª puntata) | ELIMINATO (1ª puntata) | ELIMINATO (1ª puntata) | ELIMINATO (1ª puntata) | ELIMINATO (1ª puntata) | ELIMINATO (1ª puntata) | ELIMINATO (1ª puntata) | ELIMINATO (1ª puntata) | ELIMINATO (1ª puntata) | ELIMINATO (1ª puntata) | ELIMINATO (1ª puntata) | ELIMINATO (1ª puntata) | ELIMINATO (1ª puntata) | ELIMINATO (1ª puntata) | ELIMINATO (1ª puntata) | ELIMINATO (1ª puntata) | ELIMINATO (1ª puntata) | ELIMINATO (1ª puntata) | ELIMINATO (1ª puntata) | ELIMINATO (1ª puntata) | ELIMINATO (1ª puntata) | ELIMINATO (1ª puntata) | ELIMINATO (1ª puntata) | ELIMINATO (1ª puntata) | ELIMINATO (1ª puntata) | ELIMINATO (1ª puntata) | ELIMINATO (1ª puntata) | ELIMINATO (1ª puntata) | ELIMINATO (1ª puntata) | ELIMINATO (1ª puntata) | ELIMINATO (1ª puntata) | ELIMINATO (1ª puntata) | ELIMINATO (1ª puntata) | ELIMINATO (1ª puntata) | ELIMINATO (1ª puntata) | ELIMINATO (1ª puntata) | ELIMINATO (1ª puntata) | ELIMINATO (1ª puntata) | ELIMINATO (1ª puntata) | ELIMINATO (1ª puntata) | ELIMINATO (1ª puntata) | ELIMINATO (1ª puntata) | cantautorato |
| 15        |           | Megan     |            |            | ELIMINATA (1ª puntata) | ELIMINATA (1ª puntata) | ELIMINATA (1ª puntata) | ELIMINATA (1ª puntata) | ELIMINATA (1ª puntata) | ELIMINATA (1ª puntata) | ELIMINATA (1ª puntata) | ELIMINATA (1ª puntata) | ELIMINATA (1ª puntata) | ELIMINATA (1ª puntata) | ELIMINATA (1ª puntata) | ELIMINATA (1ª puntata) | ELIMINATA (1ª puntata) | ELIMINATA (1ª puntata) | ELIMINATA (1ª puntata) | ELIMINATA (1ª puntata) | ELIMINATA (1ª puntata) | ELIMINATA (1ª puntata) | ELIMINATA (1ª puntata) | ELIMINATA (1ª puntata) | ELIMINATA (1ª puntata) | ELIMINATA (1ª puntata) | ELIMINATA (1ª puntata) | ELIMINATA (1ª puntata) | ELIMINATA (1ª puntata) | ELIMINATA (1ª puntata) | ELIMINATA (1ª puntata) | ELIMINATA (1ª puntata) | ELIMINATA (1ª puntata) | ELIMINATA (1ª puntata) | ELIMINATA (1ª puntata) | ELIMINATA (1ª puntata) | ELIMINATA (1ª puntata) | ELIMINATA (1ª puntata) | ELIMINATA (1ª puntata) | ELIMINATA (1ª puntata) | ELIMINATA (1ª puntata) | ELIMINATA (1ª puntata) | ELIMINATA (1ª puntata) | ELIMINATA (1ª puntata) | ELIMINATA (1ª puntata) | ELIMINATA (1ª puntata) | ELIMINATA (1ª puntata) | ELIMINATA (1ª puntata) | ELIMINATA (1ª puntata) | ELIMINATA (1ª puntata) | ELIMINATA (1ª puntata) | ELIMINATA (1ª puntata) | ELIMINATA (1ª puntata) | ELIMINATA (1ª puntata) | ELIMINATA (1ª puntata) | ELIMINATA (1ª puntata) | ELIMINATA (1ª puntata) | ELIMINATA (1ª puntata) | ELIMINATA (1ª puntata) | ELIMINATA (1ª puntata) | ELIMINATA (1ª puntata) | ELIMINATA (1ª puntata) | ELIMINATA (1ª puntata) | ballo        |

### Podio generale
|          |        |    |  |        |
|          |        |    |  | 4º     |
|          | Mattia |    |  | Isobel |
| Angelina | Mattia |    |  |        |
| 1º       | Wax    |    |  |        |
| 1º       | Wax    | 2º |  |        |
| 1º       | 3º     |    |  |        |

### Podio canto
|     |          |    |  |        |
|     |          |    |  | 4º     |
|     | Angelina |    |  | Cricca |
| Wax | Angelina |    |  |        |
| 1º  | Aaron    |    |  |        |
| 1º  | Aaron    | 2º |  |        |
| 1º  | 3º       |    |  |        |

### Podio danza
|        |           |    |  |       |
|        |           |    |  | 4º    |
|        | Mattia    |    |  | Ramon |
| Isobel | Mattia    |    |  |       |
| 1º     | Maddalena |    |  |       |
| 1º     | Maddalena | 2º |  |       |
| 1º     | 3º        |    |  |       |

## Tabellone delle esibizioni
Esibizione di canto
     Esibizione di ballo
     Esibizione di recitazione /  combinata di canto e ballo
     Prova Guanto di sfida
     Prova Comparata

### 1ª puntata
La prima puntata del serale è andata in onda sabato 18 marzo 2023.
Dopo l'estrazione a sorte della squadra che incomincerà la prima manche, quest'ultima indicherà a sua volta la squadra da voler sfidare.

#### Prima partita
Nella prima manche la squadra Zerbi-Celentano decide di sfidare la squadra Cuccarini-Emanuel Lo.
| PROVA    | SQUADRA ZERBI-CELENTANO | SQUADRA ZERBI-CELENTANO | PUNTI | PUNTI | SQUADRA CUCCARINI-EMANUEL LO | SQUADRA CUCCARINI-EMANUEL LO |
| -------- | ----------------------- | ----------------------- | ----- | ----- | ---------------------------- | ---------------------------- |
| I        | Isobel                  | Welcome to Burlesque    | 1     | 0     | Cricca                       | Sorprendimi                  |
| II       | Gianmarco               | I Wanna Be Your Slave   | 0     | 1     | Angelina                     | A Case of You                |
| III      | Isobel                  | Comparata BALLO Scheiße | 1     | 0     | Maddalena                    | Comparata BALLO Scheiße      |
| VITTORIA | SQUADRA ZERBI-CELENTANO | SQUADRA ZERBI-CELENTANO | 2     | 1     | SQUADRA CUCCARINI-EMANUEL LO | SQUADRA CUCCARINI-EMANUEL LO |

##### Girone"In eliminazione"
Al termine della prima partita, a proporre i 3 nomi da mandare a rischio eliminazione, che successivamente decreterà il primo eliminato di puntata, saranno solo i professori.
| CONCORRENTE | ESITO                  |
| ----------- | ---------------------- |
| MEGAN       | A rischio eliminazione |
| MADDALENA   | A rischio eliminazione |
| CRICCA      | A rischio eliminazione |
| ANGELINA    | Salvata                |
| NDG         | Salvato                |
| SAMU        | Salvato                |

#### Ballottaggio e 1ª eliminazione
I tre candidati all'eliminazione si sfidano inizialmente per essere salvati dalla giuria.
| PROVA    | MEGAN        | CRICCA       | MADDALENA                 |
| -------- | ------------ | ------------ | ------------------------- |
| I        | Move Ya Body | Viva La Vida | L'uomo che amava le donne |
| VITTORIA | MADDALENA    | MADDALENA    | MADDALENA                 |

Successivamente, i due candidati all'eliminazione rimasti si sfidano nuovamente per decretare il primo eliminato di puntata.
| PROVA    | MEGAN         | CRICCA               |
| -------- | ------------- | -------------------- |
| I        | American Life | Just the Way You Are |
| VITTORIA | CRICCA        | MEGAN                |

#### Seconda partita
Nella seconda manche la squadra Zerbi-Celentano decide di sfidare la squadra Arisa-Todaro.
| PROVA    | SQUADRA ZERBI-CELENTANO | SQUADRA ZERBI-CELENTANO      | PUNTI     | PUNTI     | SQUADRA ARISA-TODARO | SQUADRA ARISA-TODARO         |
| -------- | ----------------------- | ---------------------------- | --------- | --------- | -------------------- | ---------------------------- |
| I        | Aaron                   | Comparata CANTO One          | ANNULLATA | ANNULLATA | Wax                  | Comparata CANTO One          |
| II       | Aaron                   | Comparata CANTO Torna a casa | 1         | 0         | Wax                  | Comparata CANTO Torna a casa |
| III      | Piccolo G               | Splash                       | 0         | 1         | Mattia con Benedetta | Wake Me Up Before You Go-Go  |
| IV       | Ramon e Isobel          | Mix Sinfonia N. 5            | 1         | 0         | Wax                  | Sarà perché ti amo           |
| VITTORIA | SQUADRA ZERBI-CELENTANO | SQUADRA ZERBI-CELENTANO      | 2         | 1         | SQUADRA ARISA-TODARO | SQUADRA ARISA-TODARO         |

##### GironeIn eliminazione
Al termine della seconda partita, a proporre i 3 nomi da mandare a rischio eliminazione, che successivamente decreterà il primo eliminato provvisorio di puntata, saranno solo i professori.
| CONCORRENTE | ESITO                  |
| ----------- | ---------------------- |
| MATTIA      | A rischio eliminazione |
| FEDERICA    | A rischio eliminazione |
| WAX         | A rischio eliminazione |
| ALESSIO     | Salvato                |

Successivamente, i tre candidati a rischio eliminazione si sfidano per decretare l'eliminato provvisorio della seconda manche.
| PROVA    | FEDERICA            | MATTIA  | WAX               |
| -------- | ------------------- | ------- | ----------------- |
| I        | Vieni nel mio cuore | Sexbomb | Laurea ad honorem |
| VITTORIA | WAX                 | MATTIA  | FEDERICA          |

#### Terza partita
Nella terza manche la squadra Zerbi-Celentano decide di sfidare la squadra Cuccarini-Emanuel Lo.
| PROVA    | SQUADRA ZERBI-CELENTANO | SQUADRA ZERBI-CELENTANO                              | PUNTI | PUNTI | SQUADRA CUCCARINI-EMANUEL LO | SQUADRA CUCCARINI-EMANUEL LO |
| -------- | ----------------------- | ---------------------------------------------------- | ----- | ----- | ---------------------------- | ---------------------------- |
| I        | Ramon                   | Variazione Flammes de Paris - Pas de deux (Philippe) | 1     | 0     | Angelina                     | Nove maggio                  |
| II       | Aaron                   | Io che non vivo                                      | 0     | 1     | Samu                         | Cenere                       |
| III      | Isobel                  | Respect                                              | 1     | 0     | NDG                          | Firestone                    |
| VITTORIA | SQUADRA ZERBI-CELENTANO | SQUADRA ZERBI-CELENTANO                              | 2     | 1     | SQUADRA CUCCARINI-EMANUEL LO | SQUADRA CUCCARINI-EMANUEL LO |

##### GironeIn eliminazione
Al termine della terza partita, a proporre i 3 nomi da mandare a rischio eliminazione, che successivamente decreterà il secondo eliminato provvisorio di puntata, saranno solo i professori.
| CONCORRENTE | ESITO                  |
| ----------- | ---------------------- |
| MADDALENA   | A rischio eliminazione |
| ANGELINA    | A rischio eliminazione |
| NDG         | A rischio eliminazione |
| CRICCA      | Salvato                |
| SAMU        | Salvato                |

Successivamente, i tre candidati a rischio eliminazione si sfidano per decretare l'eliminato provvisorio della terza manche.
| PROVA    | ANGELINA                     | MADDALENA  | NDG    |
| -------- | ---------------------------- | ---------- | ------ |
| I        | Something's Got a Hold on Me | Proud Mary | Lonely |
| VITTORIA | ANGELINA                     | MADDALENA  | NDG    |

#### Ballottaggio e 2ª eliminazione
Al termine dei due gironi a eliminazione provvisoria relativi alla seconda e terza manche si disputa il ballottaggio finale che decreterà il secondo eliminato definitivo di puntata.
| PROVA    | NDG                     | FEDERICA          |
| -------- | ----------------------- | ----------------- |
| I        | Voglio di più (inedito) | Scivola (inedito) |
| II       | Uptown Funk             | Tango             |
| VITTORIA | FEDERICA                | NDG               |

### Day-time
Gara di canto Inediti con Linus
Nel day-time di mercoledì 22 marzo viene chiesto a Linus di ascoltare gli inediti dei cantanti e successivamente di stilare una classifica. 
| Concorrente | Inedito                | Squadra di appartenenza | Classifica per Linus |
| ----------- | ---------------------- | ----------------------- | -------------------- |
| ANGELINA    | Mani vuote             | Cuccarini-Emanuel Lo    | 1º                   |
| PICCOLO G   | È normale              | Zerbi-Celentano         | 2º                   |
| AARON       | Mi prenderò cura di te | Zerbi-Celentano         | 3º                   |
| WAX         | Grazie                 | Arisa-Todaro            | 3º                   |
| FEDERICA    | Scivola                | Arisa-Todaro            | 4º                   |
| CRICCA      | Maledetta felicità     | Cuccarini-Emanuel Lo    | 4º                   |

Gara di ballo con Anbeta Toromani
Nel day-time di giovedì 23 marzo viene chiesto, invece, ad Anbeta Toromani di valutare i ballerini su delle coreografie scelte da loro stessi, e successivamente di stilare una classifica.
| Concorrente | Esibizione  | Squadra di appartenenza | Classifica per Anbeta Toromani |
| ----------- | ----------- | ----------------------- | ------------------------------ |
| RAMON       | A L I       | Zerbi-Celentano         | 1º                             |
| ALESSIO     | Puto        | Arisa-Todaro            | 2º                             |
| MATTIA      | Unstoppable | Arisa-Todaro            | 3º                             |
| ISOBEL      | Dirrty      | Zerbi-Celentano         | 4ª                             |
| MADDALENA   | Icy         | Cuccarini-Emanuel Lo    | 5ª                             |
| GIANMARCO   | Sexy        | Zerbi-Celentano         | 6º                             |
| SAMU        | Run Boy Run | Cuccarini-Emanuel Lo    | 7º                             |

### 2ª puntata
La seconda puntata del serale è andata in onda sabato 25 marzo 2023.
Dopo l'estrazione a sorte della squadra che incomincerà la prima manche, quest'ultima indicherà a sua volta la squadra da voler sfidare.

#### Prima partita
Nella prima manche la squadra Cuccarini-Emanuel Lo decide di sfidare la squadra Zerbi-Celentano.
| PROVA    | SQUADRA CUCCARINI-EMANUEL LO | SQUADRA CUCCARINI-EMANUEL LO | PUNTI | PUNTI | SQUADRA ZERBI-CELENTANO | SQUADRA ZERBI-CELENTANO |
| -------- | ---------------------------- | ---------------------------- | ----- | ----- | ----------------------- | ----------------------- |
| I        | Cricca                       | Tu come stai                 | 0     | 1     | Ramon                   | Carmina Burana          |
| II       | Maddalena                    | Chandelier                   | 1     | 0     | Piccolo G               | Sotto casa              |
| III      | Cricca e Angelina            | Hello                        | 1     | 0     | Aaron                   | Cosa mi manchi a fare   |
| VITTORIA | SQUADRA CUCCARINI-EMANUEL LO | SQUADRA CUCCARINI-EMANUEL LO | 2     | 1     | SQUADRA ZERBI-CELENTANO | SQUADRA ZERBI-CELENTANO |

##### GironeIn eliminazione
Al termine della prima partita, a proporre i 3 nomi da mandare a rischio eliminazione, che successivamente decreterà il primo eliminato di puntata, saranno solo i professori.
| CONCORRENTE | ESITO                  |
| ----------- | ---------------------- |
| AARON       | A rischio eliminazione |
| PICCOLO G   | A rischio eliminazione |
| ISOBEL      | A rischio eliminazione |
| GIANMARCO   | Salvato                |
| RAMON       | Salvato                |

#### Ballottaggio e 1ª eliminazione
I tre candidati all'eliminazione si sfidano inizialmente per essere salvati dalla giuria.
| PROVA    | PICCOLO G          | ISOBEL                     | AARON                |
| -------- | ------------------ | -------------------------- | -------------------- |
| I        | Acquario (inedito) | Total Eclipse of the Heart | Universale (inedito) |
| VITTORIA | ISOBEL             | ISOBEL                     | ISOBEL               |

Successivamente, i due candidati all'eliminazione rimasti si sfidano nuovamente per decretare il primo eliminato di puntata.
| PROVA    | PICCOLO G           | AARON                            |
| -------- | ------------------- | -------------------------------- |
| I        | È normale (inedito) | Mi prenderò cura di te (inedito) |
| VITTORIA | AARON               | PICCOLO G                        |

#### Seconda partita
Nella seconda manche la squadra Cuccarini-Emanuel Lo decide di sfidare nuovamente la squadra Zerbi-Celentano.
| PROVA    | SQUADRA CUCCARINI-EMANUEL LO | SQUADRA CUCCARINI-EMANUEL LO                              | PUNTI     | PUNTI     | SQUADRA ZERBI-CELENTANO      | SQUADRA ZERBI-CELENTANO                                   |
| -------- | ---------------------------- | --------------------------------------------------------- | --------- | --------- | ---------------------------- | --------------------------------------------------------- |
| I        | Angelina                     | Comparata CANTO - Medley Sweet Home Chicago / I Feel Good | 0         | 1         | Aaron                        | Comparata CANTO - Medley Sweet Home Chicago / I Feel Good |
| II       | Samu                         | Comparata BALLO Let's get started                         | ANNULLATA | ANNULLATA | Ramon                        | Comparata BALLO Let's get started                         |
| III      | Angelina                     | Sei perfetta                                              | 1         | 0         | Gianmarco                    | Come fly with me                                          |
| IV       | Cricca e Angelina            | Runnin'                                                   | 0         | 1         | Isobel                       | Amore disperato                                           |
| VITTORIA | SQUADRA ZERBI-CELENTANO      | SQUADRA ZERBI-CELENTANO                                   | 2         | 1         | SQUADRA CUCCARINI-EMANUEL LO | SQUADRA CUCCARINI-EMANUEL LO                              |

##### GironeIn eliminazione
Al termine della seconda partita, a proporre i 3 nomi da mandare a rischio eliminazione, che successivamente decreterà il primo eliminato provvisorio di puntata, saranno solo i professori.
| CONCORRENTE | ESITO                  |
| ----------- | ---------------------- |
| ANGELINA    | A rischio eliminazione |
| CRICCA      | A rischio eliminazione |
| SAMU        | A rischio eliminazione |
| MADDALENA   | Salvata                |

Successivamente, i tre candidati a rischio eliminazione si sfidano per decretare eliminato provvisorio della seconda manche.
| PROVA    | ANGELINA             | SAMU | CRICCA                       |
| -------- | -------------------- | ---- | ---------------------------- |
| I        | Mani vuote (inedito) | Alba | Maledetta felicità (inedito) |
| VITTORIA | ANGELINA             | SAMU | CRICCA                       |

#### Terza partita
Nella terza manche la squadra Zerbi-Celentano decide di sfidare la squadra Arisa-Todaro.
| PROVA    | SQUADRA ZERBI-CELENTANO | SQUADRA ZERBI-CELENTANO  | PUNTI | PUNTI | SQUADRA ARISA-TODARO    | SQUADRA ARISA-TODARO             |
| -------- | ----------------------- | ------------------------ | ----- | ----- | ----------------------- | -------------------------------- |
| I        | Gianmarco e Isobel      | Dancing in the moonlight | 0     | 1     | Alessio e Mattia        | Everybody needs somebody to love |
| II       | Isobel                  | How will I know          | 1     | 0     | Federica e Wax          | Without you                      |
| III      | Aaron                   | Vedo nero                | 0     | 1     | Mattia con Benedetta    | Época                            |
| VITTORIA | SQUADRA ARISA-TODARO    | SQUADRA ARISA-TODARO     | 2     | 1     | SQUADRA ZERBI-CELENTANO | SQUADRA ZERBI-CELENTANO          |

##### GironeIn eliminazione
Al termine della terza partita, a proporre i 3 nomi da mandare a rischio eliminazione, che successivamente decreterà il secondo eliminato provvisorio di puntata, saranno solo i professori.
| CONCORRENTE | ESITO                  |
| ----------- | ---------------------- |
| GIANMARCO   | A rischio eliminazione |
| AARON       | A rischio eliminazione |
| RAMON       | A rischio eliminazione |
| ISOBEL      | Salvata                |

Successivamente, i tre candidati a rischio eliminazione si sfidano per decretare l'eliminato provvisorio della terza manche.
| PROVA    | RAMON     | AARON                                                | GIANMARCO |
| -------- | --------- | ---------------------------------------------------- | --------- |
| I        | Sin rumbo | Medley Se Io Fossi Un Angelo / Balla Balla Ballerino | Stay      |
| VITTORIA | AARON     | RAMON                                                | GIANMARCO |

#### Ballottaggio e 2ª eliminazione
Al termine dei due gironi a eliminazione provvisoria relativi alla seconda e terza manche, si disputa il ballottaggio finale che decreterà il secondo eliminato definitivo di puntata.
| PROVA    | CRICCA                      | GIANMARCO |
| -------- | --------------------------- | --------- |
| I        | Se mi guardi così (inedito) | Las Vegas |
| VITTORIA | CRICCA                      | GIANMARCO |

### Day-time
Gara di canto Inediti con le radio
Nel day-time di giovedì 30 marzo viene chiesto a una commissione di esponenti delle radio (Silvia Notargiacomo di R101, Beppe Cuva di Radio Subasio, Federica Gentile di Radio Zeta, Daniele Battaglia di Radio 105, Tamara Donà di Radio Monte Carlo, Filippo Ferraro di RDS Next, Paoletta di Radio Italia e a Giulia Salvi di Virgin Radio TV) di ascoltare gli inediti dei cantanti e successivamente di stilare una classifica. 
| Concorrente | Inedito                | Squadra di appartenenza | Classifica per le radio |
| ----------- | ---------------------- | ----------------------- | ----------------------- |
| ANGELINA    | Mani vuote             | Cuccarini-Emanuel Lo    | 1ª                      |
| FEDERICA    | Scivola                | Arisa-Todaro            | 2ª                      |
| AARON       | Mi prenderò cura di te | Zerbi-Celentano         | 3º                      |
| WAX         | Grazie                 | Arisa-Todaro            | 4º                      |
| CRICCA      | Maledetta felicità     | Cuccarini-Emanuel Lo    | 5º                      |

### 3ª puntata
La terza puntata del serale è andata in onda sabato 1º aprile 2023.
Dopo l'estrazione a sorte della squadra che incomincerà la prima manche, quest'ultima indicherà a sua volta la squadra da voler sfidare.

#### Prima partita
Nella prima manche la squadra Zerbi-Celentano decide di sfidare la squadra Arisa-Todaro.
| PROVA    | SQUADRA ZERBI-CELENTANO | SQUADRA ZERBI-CELENTANO | PUNTI | PUNTI | SQUADRA ARISA-TODARO | SQUADRA ARISA-TODARO |
| -------- | ----------------------- | ----------------------- | ----- | ----- | -------------------- | -------------------- |
| I        | Aaron                   | La verità               | 0     | 1     | Mattia con Benedetta | La Flaca             |
| II       | Isobel                  | Be Italian              | 1     | 0     | Wax                  | Surfin' USA          |
| III      | Aaron                   | Ti sento                | 1     | 0     | Alessio              | Supereroi            |
| VITTORIA | SQUADRA ZERBI-CELENTANO | SQUADRA ZERBI-CELENTANO | 2     | 1     | SQUADRA ARISA-TODARO | SQUADRA ARISA-TODARO |

##### GironeIn eliminazione
Al termine della prima partita, a proporre i 3 nomi da mandare a rischio eliminazione, che successivamente decreterà il primo eliminato provvisorio di puntata, saranno solo i professori.
| CONCORRENTE | ESITO                  |
| ----------- | ---------------------- |
| ALESSIO     | A rischio eliminazione |
| WAX         | A rischio eliminazione |
| FEDERICA    | A rischio eliminazione |
| MATTIA      | Salvato                |

Successivamente, i tre candidati a rischio eliminazione si sfidano per decretare l'eliminato provvisorio della prima manche.
| PROVA    | FEDERICA | ALESSIO                                                          | WAX                            |
| -------- | -------- | ---------------------------------------------------------------- | ------------------------------ |
| I        | Valerie  | Mash-Up Love never feel so good / Don't stop till you get enough | Ballerine e guantoni (inedito) |
| VITTORIA | FEDERICA | ALESSIO                                                          | WAX                            |

#### Seconda partita
Nella seconda manche la squadra Zerbi-Celentano decide di sfidare la squadra Cuccarini-Emanuel Lo.
| PROVA    | SQUADRA ZERBI-CELENTANO | SQUADRA ZERBI-CELENTANO                                       | PUNTI | PUNTI | SQUADRA CUCCARINI-EMANUEL LO | SQUADRA CUCCARINI-EMANUEL LO                                  |
| -------- | ----------------------- | ------------------------------------------------------------- | ----- | ----- | ---------------------------- | ------------------------------------------------------------- |
| I        | Isobel                  | Comparata BALLO - Mash-Up ... Baby One More Time / Gimme More | 1     | 0     | Maddalena                    | Comparata BALLO - Mash-Up ... Baby One More Time / Gimme More |
| II       | Aaron                   | L'emozione non ha voce                                        | 0     | 1     | Angelina                     | Lift me up                                                    |
| III      | Ramon                   | Virtuosismi (Classico) Fixed Chance                           | 1     | 0     | Samu                         | Virtuosismi (Hip-Hop) Fixed Chance                            |
| VITTORIA | SQUADRA ZERBI-CELENTANO | SQUADRA ZERBI-CELENTANO                                       | 2     | 1     | SQUADRA CUCCARINI-EMANUEL LO | SQUADRA CUCCARINI-EMANUEL LO                                  |

##### GironeIn eliminazione
Al termine della prima partita, a proporre i 3 nomi da mandare a rischio eliminazione, che successivamente decreterà il secondo eliminato provvisorio di puntata, saranno solo i professori.
| CONCORRENTE | ESITO                  |
| ----------- | ---------------------- |
| SAMU        | A rischio eliminazione |
| MADDALENA   | A rischio eliminazione |
| ANGELINA    | A rischio eliminazione |
| CRICCA      | Salvato                |

Successivamente, i tre candidati a rischio eliminazione si sfidano per decretare l'eliminato provvisorio della seconda manche.
| PROVA    | SAMU     | ANGELINA                         | MADDALENA                 |
| -------- | -------- | -------------------------------- | ------------------------- |
| I        | Due Vite | These boots are made for walking | Who wants to live forever |
| VITTORIA | ANGELINA | MADDALENA                        | SAMU                      |

#### Terza partita
Nella terza manche la squadra Zerbi-Celentano decide di sfidare nuovamente la squadra Cuccarini-Emanuel Lo.
| PROVA    | SQUADRA ZERBI-CELENTANO      | SQUADRA ZERBI-CELENTANO            | PUNTI | PUNTI | SQUADRA CUCCARINI-EMANUEL LO | SQUADRA CUCCARINI-EMANUEL LO |
| -------- | ---------------------------- | ---------------------------------- | ----- | ----- | ---------------------------- | ---------------------------- |
| I        | Isobel                       | Comparata BALLO Toxic              | 0     | 1     | Maddalena                    | Comparata BALLO Toxic        |
| II       | Aaron                        | With a little help from my friends | 0     | 1     | Cricca                       | Tu non mi basti mai          |
| VITTORIA | SQUADRA CUCCARINI-EMANUEL LO | SQUADRA CUCCARINI-EMANUEL LO       | 2     | 0     | SQUADRA ZERBI-CELENTANO      | SQUADRA ZERBI-CELENTANO      |

##### GironeIn eliminazione
Al termine della terza partita, i tre concorrenti della squadra Zerbi-Celentano sono tutti a rischio eliminazione.
| CONCORRENTE | ESITO                  |
| ----------- | ---------------------- |
| AARON       | A rischio eliminazione |
| ISOBEL      | A rischio eliminazione |
| RAMON       | A rischio eliminazione |

Successivamente, i tre candidati a rischio eliminazione si sfidano per decretare l'eliminato provvisorio della terza manche.
| PROVA    | ISOBEL      | AARON   | RAMON        |
| -------- | ----------- | ------- | ------------ |
| I        | Hungry eyes | Fallin' | Grande amore |
| VITTORIA | ISOBEL      | AARON   | RAMON        |

#### Ballottaggio ed eliminazione
Al termine dei tre gironi a eliminazione provvisoria (relativi alla prima, seconda e terza manche), si disputa il ballottaggio finale che decreterà l'eliminato definitivo di puntata. Inizialmente, i tre concorrenti si sfidano per essere salvati dalla giuria.
| PROVA    | SAMU     | WAX                         | RAMON                       |
| -------- | -------- | --------------------------- | --------------------------- |
| I        | SexyBack | Mio fratello è figlio unico | Variazione Swan Lake, Op.20 |
| VITTORIA | RAMON    | RAMON                       | RAMON                       |

Infine, i due concorrenti ancora a rischio si sfidano per decretare l'eliminato definitivo di puntata.
| PROVA    | WAX              | SAMU     |
| -------- | ---------------- | -------- |
| I        | Grazie (inedito) | Mamacita |
| VITTORIA | WAX              | SAMU     |

### Day-time
Gara di ballo a teatro con Marcello Sacchetta
Nel day-time di mercoledì 5 aprile viene chiesto a Marcello Sacchetta di valutare i ballerini su delle coreografie scelte da loro stessi, esibite sul palcoscenico di un teatro, e successivamente di stilare una classifica.
| Concorrente | Esibizione            | Squadra di appartenenza | Classifica per Marcello Sacchetta |
| ----------- | --------------------- | ----------------------- | --------------------------------- |
| ALESSIO     | Puto                  | Arisa-Todaro            | 1º                                |
| ISOBEL      | Take me to church     | Zerbi-Celentano         | 2ª                                |
| MADDALENA   | I'll never love again | Cuccarini-Emanuel Lo    | 3ª                                |
| RAMON       | A L I                 | Zerbi-Celentano         | 4º                                |
| MATTIA      | Titanium              | Arisa-Todaro            | 5º                                |

### 4ª puntata
La quarta puntata del serale è andata in onda sabato 8 aprile 2023.
Dopo l'estrazione a sorte della squadra che incomincerà la prima manche, quest'ultima indicherà a sua volta la squadra da voler sfidare.

#### Prima partita
Nella prima manche la squadra Cuccarini-Emanuel Lo decide di sfidare la squadra Arisa-Todaro.
| PROVA    | SQUADRA CUCCARINI-EMANUEL LO | SQUADRA CUCCARINI-EMANUEL LO | PUNTI | PUNTI | SQUADRA ARISA-TODARO | SQUADRA ARISA-TODARO           |
| -------- | ---------------------------- | ---------------------------- | ----- | ----- | -------------------- | ------------------------------ |
| I        | Angelina                     | I'll never love again        | 1     | 0     | Mattia con Benedetta | Crazy little thing called love |
| II       | Cricca                       | Easy on me                   | 0     | 1     | Wax                  | Bagno a mezzanotte             |
| III      | Cricca e Angelina            | My heart will go on          | 1     | 0     | Federica             | Sono solo parole               |
| VITTORIA | SQUADRA CUCCARINI-EMANUEL LO | SQUADRA CUCCARINI-EMANUEL LO | 2     | 1     | SQUADRA ARISA-TODARO | SQUADRA ARISA-TODARO           |

##### GironeIn eliminazione
Al termine della terza partita, a proporre i 3 nomi da mandare a rischio eliminazione, che successivamente decreterà il primo eliminato provvisorio di puntata, saranno solo i professori.
| CONCORRENTE | ESITO                  |
| ----------- | ---------------------- |
| WAX         | A rischio eliminazione |
| ALESSIO     | A rischio eliminazione |
| MATTIA      | A rischio eliminazione |
| FEDERICA    | Salvata                |

Successivamente, i tre candidati a rischio eliminazione si sfidano per decretare l'eliminato provvisorio della prima manche.
| PROVA    | ALESSIO   | WAX     | MATTIA    |
| -------- | --------- | ------- | --------- |
| I        | Humankind | La fine | Americano |
| VITTORIA | WAX       | MATTIA  | ALESSIO   |

#### Seconda partita
Nella seconda manche la squadra Cuccarini-Emanuel Lo decide di sfidare la squadra Zerbi-Celentano.
| PROVA    | SQUADRA CUCCARINI-EMANUEL LO | SQUADRA CUCCARINI-EMANUEL LO | PUNTI | PUNTI | SQUADRA ZERBI-CELENTANO      | SQUADRA ZERBI-CELENTANO      |
| -------- | ---------------------------- | ---------------------------- | ----- | ----- | ---------------------------- | ---------------------------- |
| I        | Maddalena                    | Per un'ora d'amore           | 0     | 1     | Aaron                        | Somebody to love             |
| II       | Angelina                     | Banane e lampone             | 1     | 0     | Ramon e Isobel               | Wonderwall                   |
| III      | Cricca                       | Talking to the moon          | 0     | 1     | Isobel                       | La Isla Bonita               |
| VITTORIA | SQUADRA ZERBI-CELENTANO      | SQUADRA ZERBI-CELENTANO      | 2     | 1     | SQUADRA CUCCARINI-EMANUEL LO | SQUADRA CUCCARINI-EMANUEL LO |

##### GironeIn eliminazione
Al termine della seconda partita, a proporre i 2 nomi da mandare a rischio eliminazione, che successivamente decreterà il secondo eliminato provvisorio di puntata, saranno solo i professori. 
| CONCORRENTE | ESITO                  |
| ----------- | ---------------------- |
| MADDALENA   | A rischio eliminazione |
| ANGELINA    | A rischio eliminazione |
| CRICCA      | Salvato                |

Successivamente, i due candidati a rischio eliminazione si sfidano per decretare eliminato provvisorio della seconda manche. 
| PROVA    | MADDALENA | ANGELINA |
| -------- | --------- | -------- |
| I        | Dolcenera | Crudelia |
| VITTORIA | MADDALENA | ANGELINA |

#### Terza partita
Nella terza manche la squadra Zerbi-Celentano decide di sfidare la squadra Arisa-Todaro.
| PROVA    | SQUADRA ZERBI-CELENTANO | SQUADRA ZERBI-CELENTANO               | PUNTI | PUNTI | SQUADRA ARISA-TODARO | SQUADRA ARISA-TODARO                  |
| -------- | ----------------------- | ------------------------------------- | ----- | ----- | -------------------- | ------------------------------------- |
| I        | Aaron                   | Comparata CANTO Se bruciasse la città | 1     | 0     | Wax                  | Comparata CANTO Se bruciasse la città |
| II       | Ramon                   | Tosca Fantasy                         | 0     | 1     | Wax                  | Nuovo range                           |
| III      | Isobel                  | Quando nasce un amore                 | 1     | 0     | Federica             | Creep                                 |
| VITTORIA | SQUADRA ZERBI-CELENTANO | SQUADRA ZERBI-CELENTANO               | 2     | 1     | SQUADRA ARISA-TODARO | SQUADRA ARISA-TODARO                  |

##### GironeIn eliminazione
Al termine della terza partita, a proporre i 2 nomi da mandare a rischio eliminazione, che successivamente decreterà il terzo eliminato provvisorio di puntata, saranno solo i professori. 
| CONCORRENTE | ESITO                  |
| ----------- | ---------------------- |
| MATTIA      | A rischio eliminazione |
| WAX         | A rischio eliminazione |
| FEDERICA    | Salvata                |

Successivamente, i due candidati a rischio eliminazione si sfidano per decretare l'eliminato provvisorio della terza manche.
| PROVA    | MATTIA                   | WAX                          |
| -------- | ------------------------ | ---------------------------- |
| I        | Read all about it Pt.III | Turista per sempre (inedito) |
| VITTORIA | WAX                      | MATTIA                       |

#### Ballottaggio ed eliminazione
Al termine dei tre gironi a eliminazione provvisoria (relativi alla prima, seconda e terza manche), si disputa il ballottaggio finale che decreterà l'eliminato definitivo di puntata. Inizialmente, i concorrenti si sfidano per essere salvati dalla giuria.
| PROVA    | ALESSIO  | ANGELINA                   | MATTIA   |
| -------- | -------- | -------------------------- | -------- |
| I        | Pompeii  | Voglia di vivere (inedito) | Chantaje |
| VITTORIA | ANGELINA | ANGELINA                   | ANGELINA |

Infine, i due concorrenti ancora a rischio si sfidano per decretare l'eliminato definitivo di puntata.
| PROVA    | ALESSIO    | MATTIA           |
| -------- | ---------- | ---------------- |
| I        | Thoiry RMX | Unchain my heart |
| VITTORIA | MATTIA     | ALESSIO          |

### 5ª puntata
La quinta puntata del serale è andata in onda sabato 15 aprile 2023.
Dopo l'estrazione a sorte della squadra che incomincerà la prima manche, quest'ultima indicherà a sua volta la squadra da voler sfidare.

#### Prima partita
Nella prima manche la squadra Zerbi-Celentano decide di sfidare la squadra Cuccarini-Emanuel Lo.
| PROVA    | SQUADRA ZERBI-CELENTANO | SQUADRA ZERBI-CELENTANO       | PUNTI | PUNTI | SQUADRA CUCCARINI-EMANUEL LO | SQUADRA CUCCARINI-EMANUEL LO  |
| -------- | ----------------------- | ----------------------------- | ----- | ----- | ---------------------------- | ----------------------------- |
| I        | Isobel                  | Comparata BALLO All That Jazz | 1     | 0     | Maddalena                    | Comparata BALLO All That Jazz |
| II       | Ramon                   | Sin Sin Sin                   | 0     | 1     | Cricca e Angelina            | Halo                          |
| III      | Isobel                  | One Night Only                | 1     | 0     | Angelina                     | Don't Go Yet                  |
| VITTORIA | SQUADRA ZERBI-CELENTANO | SQUADRA ZERBI-CELENTANO       | 2     | 1     | SQUADRA CUCCARINI-EMANUEL LO | SQUADRA CUCCARINI-EMANUEL LO  |

##### GironeIn eliminazione
Al termine della prima partita, a proporre i 2 nomi da mandare a rischio eliminazione, che successivamente decreterà il primo eliminato provvisorio di puntata, saranno solo i professori.
| CONCORRENTE | ESITO                  |
| ----------- | ---------------------- |
| CRICCA      | A rischio eliminazione |
| ANGELINA    | A rischio eliminazione |
| MADDALENA   | Salvata                |

Successivamente, i due candidati a rischio eliminazione si sfidano per decretare l'eliminato provvisorio della prima manche.
| PROVA    | CRICCA      | ANGELINA            |
| -------- | ----------- | ------------------- |
| I        | Vieni da me | California Dreaming |
| VITTORIA | ANGELINA    | CRICCA              |

#### Seconda partita
Nella seconda manche la squadra Zerbi-Celentano decide di sfidare nuovamente la squadra Cuccarini-Emanuel Lo.
| PROVA    | SQUADRA ZERBI-CELENTANO      | SQUADRA ZERBI-CELENTANO      | PUNTI | PUNTI | SQUADRA CUCCARINI-EMANUEL LO | SQUADRA CUCCARINI-EMANUEL LO |
| -------- | ---------------------------- | ---------------------------- | ----- | ----- | ---------------------------- | ---------------------------- |
| I        | Aaron                        | La cura                      | 0     | 1     | Maddalena                    | My head & my heart           |
| II       | Ramon                        | Il mio canto libero          | 0     | 1     | Maddalena                    | Il mare d'inverno            |
| VITTORIA | SQUADRA CUCCARINI-EMANUEL LO | SQUADRA CUCCARINI-EMANUEL LO | 2     | 0     | SQUADRA ZERBI-CELENTANO      | SQUADRA ZERBI-CELENTANO      |

##### GironeIn eliminazione
Al termine della seconda partita, a proporre i 2 nomi da mandare a rischio eliminazione, che successivamente decreterà il secondo eliminato provvisorio di puntata, saranno solo i professori.
| CONCORRENTE | ESITO                  |
| ----------- | ---------------------- |
| AARON       | A rischio eliminazione |
| RAMON       | A rischio eliminazione |
| ISOBEL      | Salvata                |

Successivamente, i due candidati a rischio eliminazione si sfidano per decretare l'eliminato provvisorio della seconda manche.
| PROVA    | AARON              | RAMON            |
| -------- | ------------------ | ---------------- |
| I        | If I ain't got you | Bring me to life |
| VITTORIA | AARON              | RAMON            |

#### Terza partita
Nella terza manche la squadra Cuccarini-Emanuel Lo decide di sfidare la squadra Arisa-Todaro.
| PROVA    | SQUADRA CUCCARINI-EMANUEL LO | SQUADRA CUCCARINI-EMANUEL LO | PUNTI | PUNTI | SQUADRA ARISA-TODARO | SQUADRA ARISA-TODARO           |
| -------- | ---------------------------- | ---------------------------- | ----- | ----- | -------------------- | ------------------------------ |
| I        | Angelina                     | Comparata CANTO New Rules    | 1     | 0     | Federica             | Comparata CANTO New Rules      |
| II       | Maddalena                    | Left Outside Alone           | 0     | 1     | Wax                  | Chiedo scusa se parlo di Maria |
| III      | Angelina                     | Quanno chiove                | 1     | 0     | Mattia con Benedetta | Twist and shout                |
| VITTORIA | SQUADRA CUCCARINI-EMANUEL LO | SQUADRA CUCCARINI-EMANUEL LO | 2     | 1     | SQUADRA ARISA-TODARO | SQUADRA ARISA-TODARO           |

##### GironeIn eliminazione
Al termine della prima partita, a proporre i 2 nomi da mandare a rischio eliminazione, che successivamente decreterà il terzo eliminato provvisorio di puntata, saranno solo i professori.
| CONCORRENTE | ESITO                  |
| ----------- | ---------------------- |
| FEDERICA    | A rischio eliminazione |
| WAX         | A rischio eliminazione |
| MATTIA      | Salvato                |

Successivamente, i due candidati a rischio eliminazione si sfidano per decretare l'eliminato provvisorio della terza manche.
| PROVA    | FEDERICA | WAX               |
| -------- | -------- | ----------------- |
| I        | Sempre   | E Raffaella è mia |
| VITTORIA | WAX      | FEDERICA          |

#### Ballottaggio ed eliminazione
Al termine dei tre gironi a eliminazione provvisoria (relativi alla prima, seconda e terza manche), si disputa il ballottaggio finale che decreterà l'eliminato definitivo di puntata. Inizialmente, i concorrenti si sfidano per essere salvati dalla giuria.
| PROVA    | CRICCA              | RAMON           | FEDERICA |
| -------- | ------------------- | --------------- | -------- |
| I        | Hold back the river | Rock me Amadeus | Higher   |
| VITTORIA | CRICCA              | CRICCA          | CRICCA   |

Infine, i due concorrenti ancora a rischio si sfidano per decretare l'eliminato definitivo di puntata.
| PROVA    | RAMON                           | FEDERICA          |
| -------- | ------------------------------- | ----------------- |
| I        | Variazione Paquita #8 - Allegro | Scivola (inedito) |
| VITTORIA | RAMON                           | FEDERICA          |

### Day-time
Gara di ballo Improvvisazione con Samuele Barbetta
Nel day-time di lunedì 17 aprile viene chiesto a Samuele Barbetta di valutare i ballerini su delle improvvisazioni con oggetti scelti da loro stessi, e successivamente di decretare un vincitore.
| Concorrente | Improvvisazione      | Oggetto              | Squadra di appartenenza |
| ----------- | -------------------- | -------------------- | ----------------------- |
| MADDALENA   | La cura              | Carillon             | Cuccarini-Emanuel Lo    |
| ISOBEL      | Another Love         | Fiore                | Zerbi-Celentano         |
| RAMON       | Il regalo più grande | Scatola con un cuore | Zerbi-Celentano         |
| MATTIA      | A te                 | Foto di sua madre    | Arisa-Todaro            |
| VITTORIA    | MADDALENA            | MADDALENA            | MADDALENA               |

### Speciale Amici
Gara di canto Inediti con Nicolò De Devitiis
Nella puntata speciale di venerdì 21 aprile viene chiesto a Nicolò De Devitiis di ascoltare i nuovi inediti dei cantanti e successivamente di stilare una classifica. 
| Concorrente | Inedito            | Squadra di appartenenza | Classifica per Nicolò De Devitiis |
| ----------- | ------------------ | ----------------------- | --------------------------------- |
| ANGELINA    | Ci pensiamo domani | Cuccarini-Emanuel Lo    | 1ª                                |
| WAX         | Anni 70            | Arisa-Todaro            | 2º                                |
| AARON       | Visione Led        | Zerbi-Celentano         | 3º                                |
| CRICCA      | Australia          | Cuccarini-Emanuel Lo    | 4º                                |

### 6ª puntata
La sesta puntata del serale è andata in onda sabato 22 aprile 2023.
Dopo l'estrazione a sorte della squadra che incomincerà la prima manche, quest'ultima indicherà a sua volta la squadra da voler sfidare.

#### Prima partita
Nella prima manche la squadra Arisa-Todaro decide di sfidare la squadra Zerbi-Celentano.
| PROVA    | SQUADRA ARISA-TODARO | SQUADRA ARISA-TODARO    | PUNTI | PUNTI | SQUADRA ZERBI-CELENTANO | SQUADRA ZERBI-CELENTANO |
| -------- | -------------------- | ----------------------- | ----- | ----- | ----------------------- | ----------------------- |
| I        | Wax                  | Non voglio mica la luna | 0     | 1     | Isobel                  | Bang Bang               |
| II       | Wax                  | Ti regalerò una rosa    | 1     | 0     | Ramon                   | That's Amore            |
| III      | Mattia               | Footloose               | 1     | 0     | Ramon                   | The Heart of Every Girl |
| VITTORIA | SQUADRA ARISA-TODARO | SQUADRA ARISA-TODARO    | 2     | 1     | SQUADRA ZERBI-CELENTANO | SQUADRA ZERBI-CELENTANO |

##### GironeIn eliminazione
Al termine della prima partita, a proporre i 2 nomi da mandare a rischio eliminazione, che successivamente decreterà il primo eliminato provvisorio di puntata, saranno solo i professori.
| CONCORRENTE | ESITO                  |
| ----------- | ---------------------- |
| RAMON       | A rischio eliminazione |
| AARON       | A rischio eliminazione |
| ISOBEL      | Salvata                |

Successivamente, i due candidati a rischio eliminazione si sfidano per decretare l'eliminato provvisorio della prima manche.
| PROVA    | AARON              | RAMON       |
| -------- | ------------------ | ----------- |
| I        | Could You Be Loved | La Traviata |
| VITTORIA | AARON              | RAMON       |

#### Seconda partita
Nella seconda manche la squadra Arisa-Todaro decide di sfidare la squadra Cuccarini-Emanuel Lo.
| PROVA    | SQUADRA ARISA-TODARO         | SQUADRA ARISA-TODARO         | PUNTI | PUNTI | SQUADRA CUCCARINI-EMANUEL LO | SQUADRA CUCCARINI-EMANUEL LO |
| -------- | ---------------------------- | ---------------------------- | ----- | ----- | ---------------------------- | ---------------------------- |
| I        | Mattia                       | Candyman                     | 0     | 1     | Angelina                     | Kiss                         |
| II       | Wax                          | Prisencolinensinainciusol    | 1     | 0     | Maddalena                    | Sirtaki                      |
| III      | Mattia                       | Taki Taki                    | 0     | 1     | Cricca                       | Fai rumore                   |
| VITTORIA | SQUADRA CUCCARINI-EMANUEL LO | SQUADRA CUCCARINI-EMANUEL LO | 2     | 1     | SQUADRA ARISA-TODARO         | SQUADRA ARISA-TODARO         |

##### GironeIn eliminazione
Al termine della seconda partita, i concorrenti della squadra Arisa-Todaro sono entrambi a rischio eliminazione.
| CONCORRENTE | ESITO                  |
| ----------- | ---------------------- |
| MATTIA      | A rischio eliminazione |
| WAX         | A rischio eliminazione |

Successivamente, i due candidati a rischio eliminazione si sfidano per decretare l'eliminato provvisorio della seconda manche.
| PROVA    | WAX           | MATTIA       |
| -------- | ------------- | ------------ |
| I        | I Got a Woman | Tutti Frutti |
| VITTORIA | WAX           | MATTIA       |

#### Terza partita
Nella terza manche la squadra Cuccarini-Emanuel Lo decide di sfidare la squadra Zerbi-Celentano.
| PROVA    | SQUADRA CUCCARINI-EMANUEL LO | SQUADRA CUCCARINI-EMANUEL LO | PUNTI | PUNTI | SQUADRA ZERBI-CELENTANO      | SQUADRA ZERBI-CELENTANO      |
| -------- | ---------------------------- | ---------------------------- | ----- | ----- | ---------------------------- | ---------------------------- |
| I        | Maddalena                    | Comparata BALLO Earned It    | 1     | 0     | Isobel                       | Comparata BALLO Earned It    |
| II       | Cricca                       | Una come te                  | 0     | 1     | Aaron                        | Be the One                   |
| III      | Angelina                     | Lunedì                       | 0     | 1     | Isobel                       | Che sia benedetta            |
| VITTORIA | SQUADRA ZERBI-CELENTANO      | SQUADRA ZERBI-CELENTANO      | 2     | 1     | SQUADRA CUCCARINI-EMANUEL LO | SQUADRA CUCCARINI-EMANUEL LO |

##### GironeIn eliminazione
Al termine della terza partita, a proporre i 2 nomi da mandare a rischio eliminazione, che successivamente decreterà il primo eliminato provvisorio di puntata, saranno solo i professori.
| CONCORRENTE | ESITO                  |
| ----------- | ---------------------- |
| ANGELINA    | A rischio eliminazione |
| CRICCA      | A rischio eliminazione |
| MADDALENA   | Salvata                |

Successivamente, i due candidati a rischio eliminazione si sfidano per decretare l'eliminato provvisorio della terza manche.
| PROVA    | ANGELINA                     | CRICCA              |
| -------- | ---------------------------- | ------------------- |
| I        | Ci pensiamo domani (inedito) | Australia (inedito) |
| VITTORIA | ANGELINA                     | CRICCA              |

#### Ballottaggio ed eliminazione
Al termine dei tre gironi a eliminazione provvisoria (relativi alla prima, seconda e terza manche), si disputa il ballottaggio finale che decreterà l'eliminato definitivo di puntata. Inizialmente, la giuria salva immediatamente un concorrente.
| SFIDANTI | RAMON  | CRICCA | MATTIA |
| VITTORIA | MATTIA | MATTIA | MATTIA |
| -------- | ------ | ------ | ------ |

Infine, i due concorrenti ancora a rischio si sfidano per decretare l'eliminato definitivo di puntata.
| PROVA    | CRICCA        | RAMON                    |
| -------- | ------------- | ------------------------ |
| I        | Cercavo amore | Le tasche piene di sassi |
| VITTORIA | CRICCA        | RAMON                    |

### Day-time
Gara di canto Inediti con le radio
Nel day-time di venerdì 28 aprile viene chiesto a una commissione di esponenti delle radio (Fabio Vivo di R101, Federica Gentile di Radio Zeta, Daniele Battaglia di Radio 105, Filippo Ferraro di RDS Next, Paoletta di Radio Italia, Alan Palmieri di Radionorba e a Pippo Pelo di Radio Kiss Kiss) di ascoltare gli inediti dei cantanti e successivamente di stilare una classifica. 
| Concorrente | Inedito            | Squadra di appartenenza | Classifica per le radio |
| ----------- | ------------------ | ----------------------- | ----------------------- |
| ANGELINA    | Ci pensiamo domani | Cuccarini-Emanuel Lo    | 1ª                      |
| WAX         | Anni 70            | Arisa-Todaro            | 2º                      |
| AARON       | Visione Led        | Zerbi-Celentano         | 3º                      |
| CRICCA      | Australia          | Cuccarini-Emanuel Lo    | 4º                      |

### 7ª puntata
La settima puntata del serale è andata in onda sabato 29 aprile 2023.
Dopo l'estrazione a sorte della squadra che incomincerà la prima manche, quest'ultima indicherà a sua volta la squadra da voler sfidare.

#### Prima partita
Nella prima manche la squadra Zerbi-Celentano decide di sfidare la squadra Cuccarini-Emanuel Lo.
| PROVA    | SQUADRA ZERBI-CELENTANO | SQUADRA ZERBI-CELENTANO    | PUNTI | PUNTI | SQUADRA CUCCARINI-EMANUEL LO | SQUADRA CUCCARINI-EMANUEL LO |
| -------- | ----------------------- | -------------------------- | ----- | ----- | ---------------------------- | ---------------------------- |
| I        | Isobel                  | Comparata RECITAZIONE Lazy | 1     | 0     | Maddalena                    | Comparata RECITAZIONE Lazy   |
| II       | Isobel                  | Buttons                    | 0     | 1     | Angelina                     | Stay                         |
| III      | Aaron                   | Suspicius Mind             | 1     | 0     | Cricca                       | Grande, Grande, Grande       |
| VITTORIA | SQUADRA ZERBI-CELENTANO | SQUADRA ZERBI-CELENTANO    | 2     | 1     | SQUADRA CUCCARINI-EMANUEL LO | SQUADRA CUCCARINI-EMANUEL LO |

##### GironeIn eliminazione
Al termine della prima partita, a proporre i 2 nomi da mandare a rischio eliminazione, che successivamente decreterà il primo eliminato provvisorio di puntata, saranno solo i professori.
| CONCORRENTE | ESITO                  |
| ----------- | ---------------------- |
| CRICCA      | A rischio eliminazione |
| MADDALENA   | A rischio eliminazione |
| ANGELINA    | Salvata                |

Successivamente, i due candidati a rischio eliminazione si sfidano per decretare l'eliminato provvisorio della prima manche.
| PROVA    | MADDALENA | CRICCA                             |
| -------- | --------- | ---------------------------------- |
| I        | Vesuvio   | Sorry Seems to Be the Hardest Word |
| VITTORIA | MADDALENA | CRICCA                             |

#### Seconda partita
Nella seconda manche la squadra Zerbi-Celentano decide di sfidare la squadra Arisa-Todaro.
| PROVA    | SQUADRA ZERBI-CELENTANO | SQUADRA ZERBI-CELENTANO  | PUNTI | PUNTI | SQUADRA ARISA-TODARO    | SQUADRA ARISA-TODARO    |
| -------- | ----------------------- | ------------------------ | ----- | ----- | ----------------------- | ----------------------- |
| I        | Aaron                   | When a Man Loves a Woman | 0     | 1     | Mattia con Benedetta    | Uccen                   |
| II       | Isobel                  | All By Myself            | 1     | 0     | Wax                     | Una direzione giusta    |
| III      | Aaron                   | Imbranato                | 0     | 1     | Wax                     | Quelli che ben pensano  |
| VITTORIA | SQUADRA ARISA-TODARO    | SQUADRA ARISA-TODARO     | 2     | 1     | SQUADRA ZERBI-CELENTANO | SQUADRA ZERBI-CELENTANO |

##### GironeIn eliminazione
Al termine della seconda partita i concorrenti della squadra Zerbi-Celentano sono entrambi a rischio eliminazione.
| CONCORRENTE | ESITO                  |
| ----------- | ---------------------- |
| AARON       | A rischio eliminazione |
| ISOBEL      | A rischio eliminazione |

Successivamente, i due candidati a rischio eliminazione si sfidano per decretare l'eliminato provvisorio della seconda manche.
| PROVA    | ISOBEL                | AARON    |
| -------- | --------------------- | -------- |
| I        | Run the World (Girls) | Affogare |
| VITTORIA | ISOBEL                | AARON    |

Al termine della manche Isobel lascia lo studio poiché infortunata durante lo svolgimento della sfida per l'eliminazione provvisoria.

#### Terza partita
Nella terza manche la squadra Arisa-Todaro decide di sfidare la squadra Cuccarini-Emanuel Lo.
| PROVA    | SQUADRA ARISA-TODARO | SQUADRA ARISA-TODARO   | PUNTI | PUNTI | SQUADRA CUCCARINI-EMANUEL LO | SQUADRA CUCCARINI-EMANUEL LO |
| -------- | -------------------- | ---------------------- | ----- | ----- | ---------------------------- | ---------------------------- |
| I        | Wax                  | Comparata CANTO Ancora | 0     | 1     | Angelina                     | Comparata CANTO Ancora       |
| II       | Mattia               | Survivor               | 1     | 0     | Maddalena                    | Breathe                      |
| III      | Wax                  | Anni 70 (inedito)      | 1     | 0     | Maddalena                    | Mano ferma                   |
| VITTORIA | SQUADRA ARISA-TODARO | SQUADRA ARISA-TODARO   | 2     | 1     | SQUADRA CUCCARINI-EMANUEL LO | SQUADRA CUCCARINI-EMANUEL LO |

##### GironeIn eliminazione
Al termine della terza partita le concorrenti della squadra Cuccarini-Emanuel Lo sono entrambe a rischio eliminazione.
| CONCORRENTE | ESITO                  |
| ----------- | ---------------------- |
| ANGELINA    | A rischio eliminazione |
| MADDALENA   | A rischio eliminazione |

Successivamente, le due candidate a rischio eliminazione si sfidano per decretare l'eliminata provvisoria della terza manche.
| PROVA    | ANGELINA                     | MADDALENA |
| -------- | ---------------------------- | --------- |
| I        | Ci pensiamo domani (inedito) | S.O.S.    |
| VITTORIA | ANGELINA                     | MADDALENA |

#### Ballottaggio ed eliminazione
Al termine dei tre gironi a eliminazione provvisoria (relativi alla prima, seconda e terza manche), si disputa il ballottaggio finale che decreterà l'eliminato definitivo di puntata. Inizialmente, la giuria salva immediatamente un concorrente.
| SFIDANTI | CRICCA    | MADDALENA | AARON     |
| VITTORIA | MADDALENA | MADDALENA | MADDALENA |
| -------- | --------- | --------- | --------- |

Infine, i due concorrenti ancora a rischio si sfidano per decretare l'eliminato definitivo di puntata.
| PROVA    | AARON                 | CRICCA              |
| -------- | --------------------- | ------------------- |
| I        | Visione Led (inedito) | Australia (inedito) |
| VITTORIA | AARON                 | CRICCA              |

### Day-time
Gara di canto Cover con le radio
Nel day-time di venerdì 5 maggio viene chiesto a una commissione di esponenti delle radio (Federica Gentile di Radio Zeta, Silvia Notargiacomo di R101, Daniele Battaglia di Radio 105, Filippo Ferraro di RDS Next, Paoletta di Radio Italia, Alan Palmieri di Radionorba, Silvia Notargiacomo di R101 e a Pippo Pelo di Radio Kiss Kiss) di ascoltare i cantanti sull'arrangiamento del brano Io vorrei... non vorrei... ma se vuoi di Lucio Battisti, riscritto con delle barre, e successivamente di stilare una classifica. 
Questa gara, insieme ai pareri dei direttori artistici, uffici musica interni e ascoltatori delle varie radio, contribuirà all'assegnazione finale del premio delle radio.
| Concorrente | Cover                                 | Squadra di appartenenza | Classifica per le radio |
| ----------- | ------------------------------------- | ----------------------- | ----------------------- |
| ANGELINA    | Io vorrei... non vorrei... ma se vuoi | Cuccarini-Emanuel Lo    | 1ª                      |
| AARON       | Io vorrei... non vorrei... ma se vuoi | Zerbi-Celentano         | 2º                      |
| WAX         | Io vorrei... non vorrei... ma se vuoi | Arisa-Todaro            | 3º                      |

### Semifinale
La semifinale del serale è andata in onda sabato 6 maggio 2023.
Regolamento
- La semifinale è articolata in tre manche più un ballottaggio, portando così all’elezione dei quattro finalisti. Per le tre partite, la giuria è chiamata a decidere chi inizierà a sfidare.
- Chi inizia la partita ha la possibilità, insieme ai professori dalla squadra di riferimento, di scegliere contro chi sfidarsi (indipendentemente dalla categoria) e quale prova schierare.
- I concorrenti appartenenti alla squadra che arriva per prima a 2 punti si sfidano in uno spareggio, il cui vincitore si aggiudica l’accesso diretto alla finale.

Legenda
     Accede alla Finale
     Candidato ad accedere alla Finale
     Non accede ancora alla Finale

#### Prima partita
La prima manche porterà all’elezione del primo finalista. Ciascuna squadra schiera un proprio componente per provare a ottenere il boccino della partita.
- La squadra Zerbi-Celentano schiera Isobel.
- La squadra Cuccarini-Emanuel Lo schiera Angelina.
- La squadra Arisa-Todaro schiera Mattia.

| CHI INIZIA LA PARTITA? | CHI INIZIA LA PARTITA? | CHI INIZIA LA PARTITA? | CHI INIZIA LA PARTITA? |
| PROVA                  | MATTIA                 | ANGELINA               | ISOBEL                 |
| ---------------------- | ---------------------- | ---------------------- | ---------------------- |
| I                      | Taki Taki              | Crudelia               | Be Italian             |
| VITTORIA               | ISOBEL                 | ISOBEL                 | ISOBEL                 |

Isobel, dopo aver vinto la possibilità di ottenere il boccino della manche, permette ai professori della propria squadra (Zerbi-Celentano) di decidere contro chi sfidarsi e cosa schierare.
| PROVA    | ISOBEL                     | PUNTI          | PUNTI          | WAX                        |
| -------- | -------------------------- | -------------- | -------------- | -------------------------- |
| I        | Singing In The Rain        | 1              | 0              | Tutta mia la città         |
| PROVA    | ISOBEL                     | PUNTI          | PUNTI          | ANGELINA                   |
| II       | Nothing Compares 2 U       | 0              | 1              | Lost without you           |
| PROVA    | AARON                      | PUNTI          | PUNTI          | MATTIA                     |
| III      | Someone you loved          | 0              | 1              | Land of 1000 dancers       |
| PROVA    | ISOBEL                     | PUNTI          | PUNTI          | MADDALENA                  |
| IV       | Comparata BALLO Bizcochito | 1              | 0              | Comparata BALLO Bizcochito |
| VITTORIA | AARON - ISOBEL             | AARON - ISOBEL | AARON - ISOBEL | AARON - ISOBEL             |

##### Spareggio
Aaron e Isobel si sfidano in uno spareggio, per decretare l’elezione del primo finalista.
| PROVA    | AARON                 | ISOBEL          |
| -------- | --------------------- | --------------- |
| I        | Visione Led (inedito) | I'm a Slave 4 U |
| VITTORIA | ISOBEL                | AARON           |

#### Seconda partita
La seconda manche porterà all’elezione del secondo finalista. Ciascuna squadra schiera un proprio componente per provare a ottenere il boccino della partita.
- La squadra Cuccarini-Emanuel Lo schiera Maddalena.
- La squadra Arisa-Todaro schiera Mattia.

| CHI INIZIA LA PARTITA? | CHI INIZIA LA PARTITA? | CHI INIZIA LA PARTITA? | CHI INIZIA LA PARTITA? |
| PROVA                  | MATTIA                 | AARON                  | MADDALENA              |
| ---------------------- | ---------------------- | ---------------------- | ---------------------- |
| I                      | Americano              | Somebody To Love       | Chandelier             |
| VITTORIA               | MATTIA                 | MATTIA                 | MATTIA                 |

Mattia, dopo aver vinto la possibilità di ottenere il boccino della manche, permette ai professori della propria squadra (Arisa-Todaro) di decidere contro chi sfidarsi e cosa schierare.
| PROVA    | MATTIA                    | PUNTI        | PUNTI        | AARON                      |
| -------- | ------------------------- | ------------ | ------------ | -------------------------- |
| I        | Zorongo                   | 1            | 0            | I Don’t Wanna Miss a Thing |
| PROVA    | MATTIA                    | PUNTI        | PUNTI        | MADDALENA                  |
| II       | You Can Leave Your Hat On | 1            | 0            | Un briciolo di allegria    |
| VITTORIA | MATTIA - WAX              | MATTIA - WAX | MATTIA - WAX | MATTIA - WAX               |

##### Spareggio
Mattia e Wax si sfidano in uno spareggio, per decretare l’elezione del secondo finalista.
| PROVA    | WAX                            | MATTIA |
| -------- | ------------------------------ | ------ |
| I        | Ballerine e guantoni (inedito) | Judas  |
| VITTORIA | MATTIA                         | WAX    |

#### Terza partita
La terza manche porterà all’elezione del terzo finalista. Ciascuna squadra schiera un proprio componente per provare a ottenere il boccino della partita.
- La squadra Cuccarini-Emanuel Lo schiera Angelina.

| CHI INIZIA LA PARTITA? | CHI INIZIA LA PARTITA? | CHI INIZIA LA PARTITA? | CHI INIZIA LA PARTITA? |
| PROVA                  | WAX                    | AARON                  | ANGELINA               |
| ---------------------- | ---------------------- | ---------------------- | ---------------------- |
| I                      | Laurea ad honorem      | La verità              | I'll never love again  |
| VITTORIA               | ANGELINA               | ANGELINA               | ANGELINA               |

Angelina, dopo aver vinto la possibilità di ottenere il boccino della manche, permette ai professori della propria squadra (Cuccarini-Emanuel Lo) di decidere contro chi sfidarsi e cosa schierare.
| PROVA    | ANGELINA             | PUNTI                | PUNTI                | AARON                    |
| -------- | -------------------- | -------------------- | -------------------- | ------------------------ |
| I        | Acqua tonica         | 1                    | 0                    | Grande figlio di putt**a |
| PROVA    | ANGELINA             | PUNTI                | PUNTI                | WAX                      |
| II       | Tamurriata nera      | 1                    | 0                    | En e Xanax               |
| VITTORIA | ANGELINA - MADDALENA | ANGELINA - MADDALENA | ANGELINA - MADDALENA | ANGELINA - MADDALENA     |

##### Spareggio
Angelina e Maddalena si sfidano in uno spareggio, per decretare l’elezione della terza finalista.
| PROVA    | ANGELINA                     | MADDALENA |
| -------- | ---------------------------- | --------- |
| I        | Ci pensiamo domani (inedito) | Gossip    |
| VITTORIA | ANGELINA                     | MADDALENA |

#### Ballottaggio
I tre concorrenti rimasti si sfidano in un ballottaggio finale. Inizialmente, la giuria è chiamata a eliminare immediatamente un concorrente.
| PROVA     | AARON                | MADDALENA       | WAX               |
| --------- | -------------------- | --------------- | ----------------- |
| I         | Universale (inedito) | Tutta colpa mia | Anni 70 (inedito) |
| ELIMINATA | MADDALENA            | MADDALENA       | MADDALENA         |

Successivamente, i due concorrenti rimasti si sfidano per decretare il quarto ed ultimo finalista, e di conseguenza il secondo eliminato della semifinale.
| PROVA    | AARON           | WAX           |
| -------- | --------------- | ------------- |
| I        | Vuoto a perdere | Partire da te |
| VITTORIA | WAX             | AARON         |

### Finale
La finale del serale è andata in onda domenica 14 maggio 2023.
- Mattia Zenzola vince la ventiduesima edizione di Amici e il premio di 150000 €.
- Angelina Mango vince il premio della categoria Canto di 50000 €.
- Il premio della critica TIM, anch'esso del valore di 50000 €, viene assegnato ad Angelina Mango.
- Il premio TIM, assegnato da una platea giudicante durante tutte le puntate del serale, e dalla community TIM, del valore di 30000 €, viene assegnato a Isobel Fetiye Kinnear.
- Il premio Oreo, per il concorrente migliore giudicato dalla community, e con maggior vittorie nelle diverse sfide sulla piattaforma WittyTV, del valore di 20000 €, viene assegnato a Wax.
- Il premio delle Radio viene assegnato ad Angelina Mango.
- Dalla prima puntata del serale fino alla finale Marlù assegna a ciascun concorrente eliminato il premio del valore di 7000 €.

Regolamento
N.B. : Le sfide e la finalissima vengono giudicate solo ed esclusivamente dal televoto.
Codici di televoto
| Codice | Concorrente | Disciplina   |
| ------ | ----------- | ------------ |
| 01     | ANGELINA    | cantautorato |
| 02     | ISOBEL      | ballo        |
| 03     | MATTIA      | latino       |
| 04     | WAX         | cantautorato |

La finale, così come le due precedenti edizioni, è così articolata: una prima sfida tra i ballerini finalisti per decretare il primo che si aggiudica un posto in finalissima e per decretare il quarto classificato. In seguito si svolge la seconda sfida tra i cantanti, per eleggere il secondo super finalista e di conseguenza il terzo classificato. Infine avviene la sfida finale tra i vincitori di categoria, per portare ad eleggere il vincitore dell'edizione.

#### Finale Circuito Danza
La finale del circuito danza si svolge sull'esibizione di quattro prove da parte dei due ballerini, portando all'elezione del primo super finalista.
| CHI VA IN FINALISSIMA? | CHI VA IN FINALISSIMA? | CHI VA IN FINALISSIMA?     |
| PROVA                  | MATTIA                 | ISOBEL                     |
| ---------------------- | ---------------------- | -------------------------- |
| I                      | Greased Lightnin'      | I Feel Love                |
| II                     | Hanuman                | This is me                 |
| III                    | Vente Pa' Ca           | Nessuno mi può giudicare   |
| IV                     | Cry to me              | Don't cry for me Argentina |
| QUARTA                 | ISOBEL 47,10%          | ISOBEL 47,10%              |
| VITTORIA               | MATTIA 52,90%          | MATTIA 52,90%              |

#### Finale Circuito Canto
La finale del circuito canto si svolge sull'esibizione di quattro prove da parte dei due cantanti, portando all'elezione del secondo super finalista.
| CHI VA IN FINALISSIMA? | CHI VA IN FINALISSIMA? | CHI VA IN FINALISSIMA?       |
| PROVA                  | WAX                    | ANGELINA                     |
| ---------------------- | ---------------------- | ---------------------------- |
| I                      | Vertigini              | The Way You Make Me Feel     |
| II                     | Anni 70 (inedito)      | Ci pensiamo domani (inedito) |
| III                    | Fenomeno               | You Are The Reason           |
| IV                     | Solite pare            | Senza di me                  |
| TERZO                  | WAX 31,50%             | WAX 31,50%                   |
| VITTORIA               | ANGELINA 68,50%        | ANGELINA 68,50%              |

#### Finalissima
La finalissima si svolge tra i due super finalisti (risultati i vincitori del loro circuito - nonché categoria) ed è basata sull'esibizione di sei prove, portando all'elezione del vincitore della ventiduesima edizione.
| CHI VINCE? | CHI VINCE?                 | CHI VINCE?        |
| PROVA      | ANGELINA                   | MATTIA            |
| ---------- | -------------------------- | ----------------- |
| I          | Wild Thoughts              | Wicked Games      |
| II         | S!r!                       | Boa Sorte         |
| III        | Voglia di vivere (inedito) | Stay With Me      |
| IV         | Mani vuote (inedito)       | Don't Stop Me Now |
| V          | Abbronzatissima            | Época             |
| VI         | Costruire                  | It's My Life      |
| SECONDA    | ANGELINA 48,50%            | ANGELINA 48,50%   |
| VINCITORE  | MATTIA 51,50%              | MATTIA 51,50%     |

## Tabelle riassuntive dei guanti di sfida e delle comparate
Di seguito vengono riportati i guanti di sfida assegnati dai professori, e le comparate assegnate dalla produzione. 
     Il guanto di sfida viene accettato dagli sfidanti e svolto in puntata.
     Il guanto di sfida viene rifiutato dagli sfidanti, ma svolto comunque in puntata, in quanto giudicato equo per la giuria.
     Il guanto di sfida viene rifiutato dagli sfidanti ed annullato, in quanto giudicato non equo per la giuria.
     Il guanto di sfida assegnato da un/a professore/ssa viene annullato dalla produzione.
     Il guanto di sfida viene revocato dal/la professore/ssa assegnatario/a.
     La comparata viene lanciata come prova in puntata e svolta.
     Il/La professore/ssa non assegna guanti di sfida / La produzione non assegna comparate (durante la settimana).
     Il guanto di sfida / La comparata non viene più svolto/a in quanto gli/l'allievo/a/i coinvolti/o/a sono/è stati/o/a eliminati/o/a o ha/hanno avuto accesso alla finale.

### Ballo
| GUANTI DI SFIDA E COMPARATE | GUANTI DI SFIDA E COMPARATE                                                  | GUANTI DI SFIDA E COMPARATE                                                  | GUANTI DI SFIDA E COMPARATE                           | GUANTI DI SFIDA E COMPARATE                                          | GUANTI DI SFIDA E COMPARATE                           | GUANTI DI SFIDA E COMPARATE                                                      | GUANTI DI SFIDA E COMPARATE | GUANTI DI SFIDA E COMPARATE |
| Settimane                   | Alessandra Celentano                                                         | Alessandra Celentano                                                         | Alessandra Celentano                                  | Raimondo Todaro                                                      | Emanuel Lo                                            | Emanuel Lo                                                                       |                             | Produzione                  |
| --------------------------- | ---------------------------------------------------------------------------- | ---------------------------------------------------------------------------- | ----------------------------------------------------- | -------------------------------------------------------------------- | ----------------------------------------------------- | -------------------------------------------------------------------------------- | --------------------------- | --------------------------- |
| 1                           | There Is a Legend in You (RAMON vs SAMU)                                     | Earned It (GIANMARCO vs MATTIA)                                              | Scheiße (ISOBEL vs MADDALENA)                         | Rock Around the Clock (MATTIA con BENEDETTA vs GIANMARCO con ISOBEL) | Let's Get Started (SAMU vs RAMON)                     | Quel posto che non c'è (SAMU con MADDALENA vs RAMON con ISOBEL)                  | Non assegna comparate       |                             |
| 2                           | Mix Britney Spears ... Baby One More Time / Gimme More (ISOBEL vs MADDALENA) | Mix Britney Spears ... Baby One More Time / Gimme More (ISOBEL vs MADDALENA) | Variazione Le Corsaire - I Atto (Ali) (RAMON vs SAMU) | Non assegna guanti di sfida                                          | Non assegna guanti di sfida                           | Non assegna guanti di sfida                                                      | Non assegna comparate       |                             |
| 3                           | Virtuosismi di Classico - Hip-Hop Fixed Chance (RAMON vs SAMU)               | Virtuosismi di Classico - Hip-Hop Fixed Chance (RAMON vs SAMU)               | Toxic (ISOBEL vs MADDALENA)                           | Sweet Dreams (MATTIA vs RAMON)                                       | Anche Fragile (MADDALENA vs ISOBEL)                   | Anche Fragile (MADDALENA vs ISOBEL)                                              | Non assegna comparate       |                             |
| 4                           | Beethoven Scherzo (RAMON vs MADDALENA)                                       | Beethoven Scherzo (RAMON vs MADDALENA)                                       | Beethoven Scherzo (RAMON vs MADDALENA)                | Non assegna guanti di sfida                                          | Mash-Up Piove / BURNITUP! / Hype (MADDALENA vs RAMON) | Mash-Up Straight to Memphis / My Love / If I ain't got you (MADDALENA vs MATTIA) | Non assegna comparate       |                             |
| 5                           | All That Jazz (ISOBEL vs MADDALENA)                                          | All That Jazz (ISOBEL vs MADDALENA)                                          | All That Jazz (ISOBEL vs MADDALENA)                   | Non assegna guanti di sfida                                          | Earned It (MADDALENA vs ISOBEL)                       | Earned It (MADDALENA vs ISOBEL)                                                  | Non assegna comparate       |                             |
| 6                           | Love Runs Out (ISOBEL vs MATTIA)                                             | Love Runs Out (ISOBEL vs MATTIA)                                             | Love Runs Out (ISOBEL vs MATTIA)                      | Tanguera (MATTIA con BENEDETTA vs ISOBEL con BENEDETTA)              | Non assegna guanti di sfida                           | Non assegna guanti di sfida                                                      | Non assegna comparate       |                             |
| 7                           | Lazy (ISOBEL vs MADDALENA)                                                   | Lazy (ISOBEL vs MADDALENA)                                                   | Love Runs Out (ISOBEL vs MATTIA)                      | Non assegna guanti di sfida                                          | Non assegna guanti di sfida                           | Non assegna guanti di sfida                                                      | Non assegna comparate       |                             |
| 8                           | Bizcochito (ISOBEL vs MADDALENA)                                             | Bizcochito (ISOBEL vs MADDALENA)                                             | Bizcochito (ISOBEL vs MADDALENA)                      | Non assegna guanti di sfida                                          | Non assegna guanti di sfida                           | Non assegna guanti di sfida                                                      | Non assegna comparate       |                             |
| Totale                      | 13                                                                           | 13                                                                           | 13                                                    | 3                                                                    | 6                                                     | 6                                                                                | 0                           |                             |

### Canto
| GUANTI DI SFIDA E COMPARATE | GUANTI DI SFIDA E COMPARATE                                                    | GUANTI DI SFIDA E COMPARATE          | GUANTI DI SFIDA E COMPARATE                            | GUANTI DI SFIDA E COMPARATE             | GUANTI DI SFIDA E COMPARATE             | GUANTI DI SFIDA E COMPARATE | GUANTI DI SFIDA E COMPARATE                                                                  | GUANTI DI SFIDA E COMPARATE |
| Settimane                   | Rudy Zerbi                                                                     | Rudy Zerbi                           | Lorella Cuccarini                                      | Arisa                                   | Arisa                                   | | Produzione                                                                                   | Produzione                  |
| --------------------------- | ------------------------------------------------------------------------------ | ------------------------------------ | ------------------------------------------------------ | --------------------------------------- | --------------------------------------- | --- | -------------------------------------------------------------------------------------------- | --------------------------- |
| 1                           | Medley Ritornelli A chi / Hit the Road Jack / Sign of the times (AARON vs WAX) | One (AARON vs WAX)                   | Come mai (CRICCA vs AARON)                             | Torna a casa (WAX vs AARON)             | Torna a casa (WAX vs AARON)             | Medley Dance World Hold On / Last Night a DJ Saved My Life / I Gotta Feeling (ZERBI-CELENTANO vs CUCCARINI-EMANUEL LO vs ARISA-TODARO) | 'Medley Anni '60-'70' You Can't Hurry Love / Rescue Me / Come on Baby (ANGELINA vs FEDERICA) |                             |
| 2                           | One (AARON vs WAX)                                                             | One (AARON vs WAX)                   | Non assegna guanti di sfida                            | Volami nel cuore (FEDERICA vs ANGELINA) | One (WAX vs AARON)                      | Medley Black Music Sweet Home Chicago / I Feel Good (ANGELINA vs AARON)                                                                | Medley Black Music Sweet Home Chicago / I Feel Good (ANGELINA vs AARON)                      |                             |
| 3                           | Non assegna guanti di sfida                                                    | Non assegna guanti di sfida          | New Rules (ANGELINA vs FEDERICA)                       | Non assegna guanti di sfida             | Non assegna guanti di sfida             | Non assegna comparate | Non assegna comparate                                                                        |                             |
| 4                           | Se bruciasse la città (AARON vs WAX)                                           | Se bruciasse la città (AARON vs WAX) | Non assegna guanti di sfida                            | Bad Day (WAX vs CRICCA)                 | Bad Day (WAX vs CRICCA)                 | Non assegna comparate | Non assegna comparate                                                                        |                             |
| 5                           | Non assegna guanti di sfida                                                    | Non assegna guanti di sfida          | Against all odds (ANGELINA e CRICCA vs FEDERICA e WAX) | Non l'hai mica capito (WAX vs ANGELINA) | Tutta mia la città (WAX vs CRICCA)      | Non assegna comparate | Non assegna comparate                                                                        |                             |
| 6                           | Non assegna guanti di sfida                                                    | Non assegna guanti di sfida          | Non assegna guanti di sfida                            | Non l'hai mica capito (WAX vs ANGELINA) | Non l'hai mica capito (WAX vs ANGELINA) | Non assegna comparate | Non assegna comparate                                                                        |                             |
| 7                           | Non assegna guanti di sfida                                                    | Non assegna guanti di sfida          | Non assegna guanti di sfida                            | Ancora (WAX vs ANGELINA)                | Ancora (WAX vs ANGELINA)                | Non assegna comparate | Non assegna comparate                                                                        |                             |
| 8                           | Radio Ga Ga (AARON vs ANGELINA)                                                | Radio Ga Ga (AARON vs ANGELINA)      | Non assegna guanti di sfida                            | Non assegna guanti di sfida             | Non assegna guanti di sfida             | Non assegna comparate | Non assegna comparate                                                                        |                             |
| Totale                      | 5                                                                              | 5                                    | 3                                                      | 8                                       | 8                                       | 3 | 3                                                                                            |                             |

## Platea giudicante TIM
La Platea giudicante TIM ha il compito di esprimere la preferenza verso uno dei concorrenti in gara. Così facendo permetterà di assegnare, durante la finale, il premio dal valore di 30000 €.
Legenda:

     Il concorrente riceve la preferenza espressa dalla Platea giudicante TIM.

     Il concorrente non riceve la preferenza espressa dalla Platea giudicante TIM.

     Il concorrente vince il premio di 30000 €

| Platea TIM | Squadra di appartenenza | Puntate | Puntate                | Puntate                | Puntate                | Puntate                | Puntate                | Puntate                | Puntate                | Puntate                | Puntate                | Puntate                | Puntate                | Totale |
| Platea TIM | Squadra di appartenenza | 1       | 2                      | 3                      | 4                      | 5                      | 6                      | 7                      | Semifinale             | Finale                 | Finale                 | Finale                 | Finale                 | Totale |
| ---------- | ----------------------- | ------- | ---------------------- | ---------------------- | ---------------------- | ---------------------- | ---------------------- | ---------------------- | ---------------------- | ---------------------- | ---------------------- | ---------------------- | ---------------------- | ------ |
| MATTIA     | Arisa-Todaro            |         |                        |                        |                        |                        |                        |                        |                        |                        |                        | VINCITORE              | VINCITORE              | 1      |
| ANGELINA   | Cuccarini-Emanuel Lo    |         |                        |                        |                        |                        |                        |                        |                        |                        |                        | SECONDA                | SECONDA                | 2      |
| WAX        | Arisa-Todaro            |         |                        |                        |                        |                        |                        |                        |                        |                        | TERZO                  | TERZO                  | TERZO                  | 0      |
| ISOBEL     | Zerbi-Celentano         |         |                        |                        |                        |                        |                        |                        |                        | QUARTA                 | QUARTA                 | QUARTA                 | QUARTA                 | 2      |
| AARON      | Zerbi-Celentano         |         |                        |                        |                        |                        |                        |                        |                        | ELIMINATO (Semifinale) | ELIMINATO (Semifinale) | ELIMINATO (Semifinale) | ELIMINATO (Semifinale) | 0      |
| MADDALENA  | Cuccarini-Emanuel Lo    |         |                        |                        |                        |                        |                        |                        |                        | ELIMINATA (Semifinale) | ELIMINATA (Semifinale) | ELIMINATA (Semifinale) | ELIMINATA (Semifinale) | 0      |
| CRICCA     | Cuccarini-Emanuel Lo    |         |                        |                        |                        |                        |                        |                        | ELIMINATO (7ª puntata) | ELIMINATO (7ª puntata) | ELIMINATO (7ª puntata) | ELIMINATO (7ª puntata) | ELIMINATO (7ª puntata) | 0      |
| RAMON      | Zerbi-Celentano         |         |                        |                        |                        |                        |                        | ELIMINATO (6ª puntata) | ELIMINATO (6ª puntata) | ELIMINATO (6ª puntata) | ELIMINATO (6ª puntata) | ELIMINATO (6ª puntata) | ELIMINATO (6ª puntata) | 0      |
| FEDERICA   | Arisa-Todaro            |         |                        |                        |                        |                        | ELIMINATA (5ª puntata) | ELIMINATA (5ª puntata) | ELIMINATA (5ª puntata) | ELIMINATA (5ª puntata) | ELIMINATA (5ª puntata) | ELIMINATA (5ª puntata) | ELIMINATA (5ª puntata) | 0      |
| ALESSIO    | Arisa-Todaro            |         |                        |                        |                        | ELIMINATO (4ª puntata) | ELIMINATO (4ª puntata) | ELIMINATO (4ª puntata) | ELIMINATO (4ª puntata) | ELIMINATO (4ª puntata) | ELIMINATO (4ª puntata) | ELIMINATO (4ª puntata) | ELIMINATO (4ª puntata) | 1      |
| SAMUELE    | Cuccarini-Emanuel Lo    |         |                        |                        | ELIMINATO (3ª puntata) | ELIMINATO (3ª puntata) | ELIMINATO (3ª puntata) | ELIMINATO (3ª puntata) | ELIMINATO (3ª puntata) | ELIMINATO (3ª puntata) | ELIMINATO (3ª puntata) | ELIMINATO (3ª puntata) | ELIMINATO (3ª puntata) | 2      |
| GIANMARCO  | Zerbi-Celentano         |         |                        | ELIMINATO (2ª puntata) | ELIMINATO (2ª puntata) | ELIMINATO (2ª puntata) | ELIMINATO (2ª puntata) | ELIMINATO (2ª puntata) | ELIMINATO (2ª puntata) | ELIMINATO (2ª puntata) | ELIMINATO (2ª puntata) | ELIMINATO (2ª puntata) | ELIMINATO (2ª puntata) | 0      |
| PICCOLO G  | Zerbi-Celentano         |         |                        | ELIMINATO (2ª puntata) | ELIMINATO (2ª puntata) | ELIMINATO (2ª puntata) | ELIMINATO (2ª puntata) | ELIMINATO (2ª puntata) | ELIMINATO (2ª puntata) | ELIMINATO (2ª puntata) | ELIMINATO (2ª puntata) | ELIMINATO (2ª puntata) | ELIMINATO (2ª puntata) | 0      |
| NDG        | Cuccarini-Emanuel Lo    |         | ELIMINATO (1ª puntata) | ELIMINATO (1ª puntata) | ELIMINATO (1ª puntata) | ELIMINATO (1ª puntata) | ELIMINATO (1ª puntata) | ELIMINATO (1ª puntata) | ELIMINATO (1ª puntata) | ELIMINATO (1ª puntata) | ELIMINATO (1ª puntata) | ELIMINATO (1ª puntata) | ELIMINATO (1ª puntata) | 0      |
| MEGAN      | Cuccarini-Emanuel Lo    |         | ELIMINATA (1ª puntata) | ELIMINATA (1ª puntata) | ELIMINATA (1ª puntata) | ELIMINATA (1ª puntata) | ELIMINATA (1ª puntata) | ELIMINATA (1ª puntata) | ELIMINATA (1ª puntata) | ELIMINATA (1ª puntata) | ELIMINATA (1ª puntata) | ELIMINATA (1ª puntata) | ELIMINATA (1ª puntata) | 0      |

## Commissione della critica
Nella finale è presente in diretta streaming una commissione, che assegna, tramite voto singolare, la propria preferenza a uno dei concorrenti finalisti. Il concorrente con più preferenze ottiene il Premio della Critica TIM. Tale commissione è così composta ed esprime in questo modo la propria preferenza:
Legenda:

 Il concorrente ottiene la preferenza dal membro della commissione della critica

     Il concorrente vince il premio della critica del valore di 50000 €
| Preferenza Commissione della Critica | Preferenza Commissione della Critica | Preferenza Commissione della Critica                                                                                | Preferenza Commissione della Critica                                                                                | Preferenza Commissione della Critica                                                                                | Preferenza Commissione della Critica                                                                                |
| Giornalista                          | Quotidiano                           | Finalisti | Finalisti | Finalisti | Finalisti |
| Giornalista                          | Quotidiano                           | ANGELINA | ISOBEL | MATTIA | WAX |
| ------------------------------------ | ------------------------------------ | --- | --- | --- | --- |
| Marco Mangiarotti                    | QN                                   | | | | |
| Paolo Giordano                       | Il Giornale                          | | | | |
| Andrea Laffranchi                    | Corriere della Sera                  | | | | |
| Luca Dondoni                         | La Stampa                            | | | | |
| Claudia Fascia                       | Ansa                                 | | | | |
| Antonella Nesi                       | AdnKronos                            | | | | |
| Stefano Crippa                       | Il Manifesto                         | | | | |
| Mattia Marzi                         | Il Messaggero                        | | | | |
| Renato Tortarolo                     | Il Secolo XIX                        | | | | |
| Federico Vacalebre                   | Il Mattino                           | | | | |
| Carmen Guadalaxara                   | Il Tempo                             | | | | |
| Rita Vecchio                         | Leggo                                | | | | |
| Serena Sartini                       | Askanews                             | | | | |
| Giulia Bertollini                    | SuperGuidaTV.it                      | | | | |
| Boris Sollazzo                       | Hollywoodreporter.it                 | Non votanti perché ininfluenti, a seguito del raggiungimento massimo delle preferenze per l'assegnazione del premio | Non votanti perché ininfluenti, a seguito del raggiungimento massimo delle preferenze per l'assegnazione del premio | Non votanti perché ininfluenti, a seguito del raggiungimento massimo delle preferenze per l'assegnazione del premio | Non votanti perché ininfluenti, a seguito del raggiungimento massimo delle preferenze per l'assegnazione del premio |
| Davide Maggio                        | DavideMaggio.it                      | Non votanti perché ininfluenti, a seguito del raggiungimento massimo delle preferenze per l'assegnazione del premio | Non votanti perché ininfluenti, a seguito del raggiungimento massimo delle preferenze per l'assegnazione del premio | Non votanti perché ininfluenti, a seguito del raggiungimento massimo delle preferenze per l'assegnazione del premio | Non votanti perché ininfluenti, a seguito del raggiungimento massimo delle preferenze per l'assegnazione del premio |
| Claudio Maddaloni                    | LaPresse                             | Non votanti perché ininfluenti, a seguito del raggiungimento massimo delle preferenze per l'assegnazione del premio | Non votanti perché ininfluenti, a seguito del raggiungimento massimo delle preferenze per l'assegnazione del premio | Non votanti perché ininfluenti, a seguito del raggiungimento massimo delle preferenze per l'assegnazione del premio | Non votanti perché ininfluenti, a seguito del raggiungimento massimo delle preferenze per l'assegnazione del premio |
| Mario Manca                          | VanityFair.it                        | Non votanti perché ininfluenti, a seguito del raggiungimento massimo delle preferenze per l'assegnazione del premio | Non votanti perché ininfluenti, a seguito del raggiungimento massimo delle preferenze per l'assegnazione del premio | Non votanti perché ininfluenti, a seguito del raggiungimento massimo delle preferenze per l'assegnazione del premio | Non votanti perché ininfluenti, a seguito del raggiungimento massimo delle preferenze per l'assegnazione del premio |
| Andrea Conti                         | IlFattoQuotidiano.it                 | Non votanti perché ininfluenti, a seguito del raggiungimento massimo delle preferenze per l'assegnazione del premio | Non votanti perché ininfluenti, a seguito del raggiungimento massimo delle preferenze per l'assegnazione del premio | Non votanti perché ininfluenti, a seguito del raggiungimento massimo delle preferenze per l'assegnazione del premio | Non votanti perché ininfluenti, a seguito del raggiungimento massimo delle preferenze per l'assegnazione del premio |
| Massimiliano Longo                   | AllMusicItalia.it                    | Non votanti perché ininfluenti, a seguito del raggiungimento massimo delle preferenze per l'assegnazione del premio | Non votanti perché ininfluenti, a seguito del raggiungimento massimo delle preferenze per l'assegnazione del premio | Non votanti perché ininfluenti, a seguito del raggiungimento massimo delle preferenze per l'assegnazione del premio | Non votanti perché ininfluenti, a seguito del raggiungimento massimo delle preferenze per l'assegnazione del premio |
| Massimo Galanto                      | TVBlog.it                            | Non votanti perché ininfluenti, a seguito del raggiungimento massimo delle preferenze per l'assegnazione del premio | Non votanti perché ininfluenti, a seguito del raggiungimento massimo delle preferenze per l'assegnazione del premio | Non votanti perché ininfluenti, a seguito del raggiungimento massimo delle preferenze per l'assegnazione del premio | Non votanti perché ininfluenti, a seguito del raggiungimento massimo delle preferenze per l'assegnazione del premio |
| Domenico Catagnano                   | Tgcom24.it                           | Non votanti perché ininfluenti, a seguito del raggiungimento massimo delle preferenze per l'assegnazione del premio | Non votanti perché ininfluenti, a seguito del raggiungimento massimo delle preferenze per l'assegnazione del premio | Non votanti perché ininfluenti, a seguito del raggiungimento massimo delle preferenze per l'assegnazione del premio | Non votanti perché ininfluenti, a seguito del raggiungimento massimo delle preferenze per l'assegnazione del premio |
| Francesco Raiola                     | Fanpage.it                           | Non votanti perché ininfluenti, a seguito del raggiungimento massimo delle preferenze per l'assegnazione del premio | Non votanti perché ininfluenti, a seguito del raggiungimento massimo delle preferenze per l'assegnazione del premio | Non votanti perché ininfluenti, a seguito del raggiungimento massimo delle preferenze per l'assegnazione del premio | Non votanti perché ininfluenti, a seguito del raggiungimento massimo delle preferenze per l'assegnazione del premio |
| Davide Poliani                       | Rockol.it                            | Non votanti perché ininfluenti, a seguito del raggiungimento massimo delle preferenze per l'assegnazione del premio | Non votanti perché ininfluenti, a seguito del raggiungimento massimo delle preferenze per l'assegnazione del premio | Non votanti perché ininfluenti, a seguito del raggiungimento massimo delle preferenze per l'assegnazione del premio | Non votanti perché ininfluenti, a seguito del raggiungimento massimo delle preferenze per l'assegnazione del premio |
| Cinzia Marongiu                      | Tiscali.it                           | Non votanti perché ininfluenti, a seguito del raggiungimento massimo delle preferenze per l'assegnazione del premio | Non votanti perché ininfluenti, a seguito del raggiungimento massimo delle preferenze per l'assegnazione del premio | Non votanti perché ininfluenti, a seguito del raggiungimento massimo delle preferenze per l'assegnazione del premio | Non votanti perché ininfluenti, a seguito del raggiungimento massimo delle preferenze per l'assegnazione del premio |
| Totale preferenze                    | Totale preferenze                    | 13 | 1 | 0 | 0 |
| Vincitore Premio TIM della Critica   | Vincitore Premio TIM della Critica   | ANGELINA | ANGELINA | ANGELINA | ANGELINA |

## Giuria
Legenda:
     Presenza del giudice in puntata
| Giurato              | Puntate | Puntate | Puntate | Puntate | Puntate | Puntate | Puntate | Puntate    | Puntate | Totale |
| Giurato              | 1ª      | 2ª      | 3ª      | 4ª      | 5ª      | 6ª      | 7ª      | Semifinale | Finale  | Totale |
| -------------------- | ------- | ------- | ------- | ------- | ------- | ------- | ------- | ---------- | ------- | ------ |
| Michele Bravi        |         |         |         |         |         |         |         |            |         | 9      |
| Cristiano Malgioglio |         |         |         |         |         |         |         |            |         | 9      |
| Giuseppe Giofrè      |         |         |         |         |         |         |         |            |         | 9      |

## Ospiti
| Puntata    | Messa in onda  | Ospiti | Comici              |
| ---------- | -------------- | --- | ------------------- |
| 1          | 18 marzo 2023  | – | Pio e Amedeo        |
| 2          | 25 marzo 2023  | – | Enrico Brignano     |
| 3          | 1º aprile 2023 | – | Nuzzo e Di Biase    |
| 4          | 8 aprile 2023  | Annalisa | Alessandro Siani    |
| 5          | 15 aprile 2023 | Clara | Francesco Cicchella |
| 6          | 22 aprile 2023 | Gaia | Enrico Brignano     |
| 7          | 29 aprile 2023 | Emma | Enrico Brignano     |
| Semifinale | 6 maggio 2023  | Arisa, Il Volo | Enrico Brignano     |
| Finale     | 14 maggio 2023 | Luigi Strangis, Stéphane Jarny, Sandra Aitala, Aaron, Federica Gentile, Alan Palmieri, Filippo Ferraro, Paoletta, Pippo Pelo, Barbara Rosetti, Daniele Tognacca | –                   |

## Ascolti

### Serale
| Puntata        | Registrazione      | Messa in onda  | Telespettatori | Share  | Fonte  |
| -------------- | ------------------ | -------------- | -------------- | ------ | ------ |
| 1              | 16 marzo 2023      | 18 marzo 2023  | 4 007 000      | 27,90% | [ 5 ]  |
| 2              | 23 marzo 2023      | 25 marzo 2023  | 4 008 000      | 28,15% | [ 6 ]  |
| 3              | 30 marzo 2023      | 1º aprile 2023 | 3 831 000      | 26,15% | [ 7 ]  |
| 4              | 6 aprile 2023      | 8 aprile 2023  | 3 847 000      | 27,10% | [ 8 ]  |
| 5              | 13 aprile 2023     | 15 aprile 2023 | 4 323 000      | 27,90% | [ 9 ]  |
| 6              | 20 aprile 2023     | 22 aprile 2023 | 4 038 000      | 26,50% | [ 10 ] |
| 7              | 27 aprile 2023     | 29 aprile 2023 | 4 125 000      | 27,20% | [ 11 ] |
| Semifinale     | 6 maggio 2023      | 6 maggio 2023  | 4 083 000      | 27,00% | [ 12 ] |
| Finale         | Diretta e televoto | 14 maggio 2023 | 4 860 000      | 29,30% | [ 13 ] |
| Media          | Media              | Media          | 4 125 000      | 27,47% |        |
| Speciale Amici | 21 aprile 2023     | 21 aprile 2023 | 1 861 000      | 19,30% | [ 14 ] |
| Speciale Amici | 8 maggio 2023      | 8 maggio 2023  | 1 700 000      | 18,60% | [ 15 ] |
| Media Speciali | Media Speciali     | Media Speciali | 1 780 000      | 18,95% |        |

### Day-time settimanale
In questa tabella sono indicati i risultati, in termini di ascolto, della striscia quotidiana andata in onda dal lunedì al venerdì su Canale 5 nella fascia oraria 16:10-16:40.
- Nota: Vengono considerati i day-time dal 13 marzo al 12 maggio 2023.

|                | Lunedì    | Lunedì | Lunedì         | Martedì   | Martedì | Martedì        | Mercoledì | Mercoledì | Mercoledì      | Giovedì   | Giovedì | Giovedì        | Venerdì   | Venerdì | Venerdì        | Media settimanale | Media settimanale |
| Telespettatori | Share     | Fonte  | Telespettatori | Share     | Fonte   | Telespettatori | Share     | Fonte     | Telespettatori | Share     | Fonte   | Telespettatori | Share     | Fonte   | Telespettatori | Share             |                   |
| -------------- | --------- | ------ | -------------- | --------- | ------- | -------------- | --------- | --------- | -------------- | --------- | ------- | -------------- | --------- | ------- | -------------- | ----------------- | ----------------- |
| Settimana 1    | 1 798 000 | 20,80% | [ 16 ]         | 1 865 000 | 20,20%  | [ 17 ]         | 1 951 000 | 21,40%    | [ 18 ]         | 1 752 000 | 21,20%  | [ 19 ]         | 1 631 000 | 20,50%  | [ 20 ]         | 1 799 000         | 20,82%            |
| Settimana 2    | 1 832 000 | 20,50% | [ 21 ]         | 1 728 000 | 21,10%  | [ 22 ]         | 1 650 000 | 20,50%    | [ 23 ]         | 1 874 000 | 23,00%  | [ 24 ]         | 1 749 000 | 21,70%  | [ 25 ]         | 1 766 000         | 21,36%            |
| Settimana 3    | 2 012 000 | 22,90% | [ 26 ]         | 1 617 000 | 19,80%  | [ 27 ]         | 1 592 000 | 19,40%    | [ 28 ]         | 1 807 000 | 21,90%  | [ 29 ]         | 1 869 000 | 21,80%  | [ 30 ]         | 1 779 000         | 21,16%            |
| Settimana 4    | 1 740 000 | 20,70% | [ 31 ]         | 1 950 000 | 23,30%  | [ 32 ]         | 1 890 000 | 22,30%    | [ 33 ]         | 1 671 000 | 19,90%  | [ 34 ]         | 1 734 000 | 20,00%  | [ 35 ]         | 1 797 000         | 21,24%            |
| Settimana 5    | 1 135 000 | 14,11% | [ 36 ]         | 1 954 000 | 22,20%  | [ 37 ]         | 2 063 000 | 23,90%    | [ 38 ]         | 1 945 000 | 21,50%  | [ 39 ]         | 1 963 000 | 22,20%  | [ 40 ]         | 1 812 000         | 20,78%            |
| Settimana 6    | 1 925 000 | 21,26% | [ 41 ]         | 1 782 000 | 21,30%  | [ 42 ]         | 1 676 000 | 19,89%    | [ 43 ]         | 1 756 000 | 20,84%  | [ 44 ]         | 1 478 000 | 18,10%  | [ 14 ]         | 1 723 000         | 20,28%            |
| Settimana 7    | 1 378 000 | 15,90% | [ 45 ]         | 1 284 000 | 13,90%  | [ 46 ]         | 1 819 000 | 23,49%    | [ 47 ]         | 1 699 000 | 21,90%  | [ 48 ]         | 1 561 000 | 19,89%  | [ 49 ]         | 1 548 000         | 19,00%            |
| Settimana 8    | 1 313 000 | 11,80% | [ 50 ]         | 1 769 000 | 19,85%  | [ 51 ]         | 1 655 000 | 20,46%    | [ 52 ]         | 1 729 000 | 22,66%  | [ 53 ]         | 1 585 000 | 20,30%  | [ 54 ]         | 1 610 000         | 19,00%            |
| Settimana 9    | 1 700 000 | 18,60% | [ 15 ]         | 1 897 000 | 22,51%  | [ 55 ]         | 1 951 000 | 21,00%    | [ 56 ]         | 1 905 000 | 21,60%  | [ 57 ]         | 1 717 000 | 19,20%  | [ 58 ]         | 1 834 000         | 20,58%            |
| Media          | Media     | Media  | Media          | Media     | Media   | Media          | Media     | Media     | Media          | Media     | Media   | Media          | Media     | Media   | Media          | 1 741 000         | 20,47%            |

## L'interesse delle compagnie di ballo
Anche durante quest'edizione è stata data la possibilità ad alcuni ballerini di firmare un contratto con alcune compagnie di ballo e/o di ricevere borse di studio. In particolare, si tratta di:
- Megan Ria, che ha ottenuto una borsa di studio di 5 settimane presso la compagnia Ailey School di New York.
- Gianmarco Petrelli, che ha ottenuto una borsa di studio di 3 settimane presso la compagnia Joffrey Ballet di Chicago.
- Samuele Segreto, che ha ottenuto una borsa di studio di 1 anno presso la compagnia Ailey School di New York.
- Ramon Agnelli, che ha ottenuto un contratto di lavoro della durata di 6 mesi presso la compagnia Complexions Contemporary Ballet di New York.
- Maddalena Svevi, che ha ottenuto un primo contratto di lavoro nello spettacolo Open coreografato da Daniel Ezralow ed un secondo contratto di lavoro, della durata di 3 mesi, presso la compagnia Pro Arte Danza di Toronto.
- Isobel Fetiye Kinnear, che ha ottenuto un contratto di lavoro nello spettacolo Open coreografato da Daniel Ezralow, un contratto di lavoro di 2 anni presso la compagnia AMCK Dance, l'accesso alle audizioni finali dello spettacolo Chicago Musical e un contratto della durata di 6 mesi in Spagna presso la Chorus Line, diretta da Tony Martin e infine è stata promossa come ballerina professionista nel programma.
- Mattia Zenzola, che ha ottenuto una partecipazione allo spettacolo On Dance organizzato da Roberto Bolle e un contratto di lavoro per lo spettacolo Burn the Floor, organizzato dall'unica compagnia di danze latino-americane al mondo di Harley Medcalf.

## L'interesse delle case discografiche
Anche durante quest'edizione è stata data la possibilità ad alcuni cantanti di firmare un contratto con alcune case discografiche per la realizzazione dei loro album o EP d'esordio. In particolare, si tratta di:
- Angelina Mango con la BMG Rights Management, che il 19 maggio ha pubblicato l'EP Voglia di vivere.
- Wax con la Warner Music Italy, che il 26 maggio ha pubblicato l'EP Wax.
- Aaron con la Artist First, che il 2 giugno ha pubblicato l'EP Universale.
- Cricca con l'etichetta indipendente ADA Music Italy, che il 23 giugno ha pubblicato l'EP Cricca.